# Liste der Biografien/Som
Liste der Biografien |
Portal Biografien |
Personensuche
# |
A |
B |
C |
D |
E |
F |
G |
H |
I |
J |
K |
L |
M |
N |
O |
P |
Q |
R |
S |
T |
U |
V |
W |
X |
Y |
Z |
?
 
Sa |
Sb |
Sc |
Sd |
Se |
Sf |
Sg |
Sh |
Si |
Sj |
Sk |
Sl |
Sm |
Sn |
So |
Sp |
Sq |
Sr |
Ss |
St |
Su |
Sv |
Sw |
Sy |
Sz
 
Soa |
Sob |
Soc |
Sod |
Soe |
Sof |
Sog |
Soh |
Soi |
Soj |
Sok |
Sol |
Som |
Son |
Soo |
Sop |
Sor |
Sos |
Sot |
Sou |
Sov |
Sow |
Sox |
Soy |
Soz
Die Liste der Biografien führt alle Personen auf, die in der deutschsprachigen Wikipedia einen Artikel haben. Dieses ist eine Teilliste mit 670 Einträgen von Personen, deren Namen mit den Buchstaben „Som“ beginnt.

## Som
- Som, Bram (* 1980), niederländischer Leichtathlet
- Som, Franz von (1688–1766), deutscher Jurist und Archivar
- Som, Jos (* 1953), niederländischer Politiker
- Som, Lajos (1947–2017), ungarischer Rockmusiker
- Som, Oliver, britischer Musiker, Songwriter und Musikproduzent

### Soma
- Soma, Jo (* 2001), japanischer Fußballspieler
- Sōma, Kokkō (1876–1955), japanische Schriftstellerin
- Sōma, Naoki (* 1971), japanischer Fußballspieler und -trainer
- Soma, Ragnvald (* 1979), norwegischer Fußballspieler
- Sōma, Takahito (* 1981), japanischer Fußballspieler
- Sōma, Yūki (* 1997), japanischer Fußballspieler
- Somadikarta, Soekarja (* 1930), indonesischer Ornithologe
- Somah, Omar al- (* 1989), syrischer FußballspielerOmar al-Somah (* 1989)

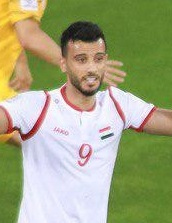
Omar al-Somah (* 1989)

- Sōmai, Shinji (1948–2001), japanischer Regisseur
- Somaily, Hadi Soua’an Al- (* 1976), saudi-arabischer Leichtathlet
- Somaini, Carla (* 1991), Schweizer Snowboarderin
- Somaini, Francesco (1795–1855), Schweizer Bildhauer
- Somaini, Francesco (1926–2005), italienischer Bildhauer
- Somaize, Antoine Baudeau de, französischer Schriftsteller
- Somajo, Sophia (* 1985), schwedische Sängerin
- Somália (* 1988), brasilianischer Fußballspieler
- Soman, Chitra (* 1983), indische Sprinterin
- Somann, Otto (1899–1956), deutscher SS-Oberführer, Angehöriger des Sicherheitsdienstes des Reichsführers SS und der Organisation Gehlen
- Somapala, Chitral (* 1966), sri-lankischer Rocksänger
- Somare, Arthur, papua-neuguineischer Politiker
- Somare, Michael (1936–2021), papua-neuguineischer Politiker
- Somarriba, Joane (* 1972), spanisch-baskische Radrennfahrerin
- Somary, Felix (1881–1956), österreichisch-schweizerischer Bankier, Nationalökonom und politischer Analytiker
- Somasundaram, Suganthan (* 1992), Schweizer Sprinter
- Somauroo, Richard (* 1969), mauritischer Snookerspieler
- Somavarapa, Abraham Aruliah (1930–2003), indischer Geistlicher, römisch-katholischer Bischof von Cuddapah
- Somavilla, Ilse (* 1951), österreichische Philosophin
- Somawa, Iryna (* 1990), belarussische Mittel- und Langstreckenläuferin
- Somawardana, R.K.C.S. (* 1990), sri-lankischer Leichtathlet
- Somaza Bosch, Ester (* 2004), spanische Handballspielerin
- Somazzi, Angelo (1803–1892), Schweizer Politiker und Journalist
- Somazzi, Ida (1882–1963), Schweizer Frauenrechtlerin
- Somazzi, Paolito (1873–1914), Schweizer Architekt

### Somb
- Sombart, Anton Ludwig (1816–1898), deutscher Geodät, Rittergutsbesitzer und Politiker
- Sombart, Elizabeth (* 1958), französische Pianistin
- Sombart, Jakob, Bürgermeister in Elberfeld
- Sombart, Nicolaus (1923–2008), deutscher Kultursoziologe und Schriftsteller
- Sombart, Ninetta (1925–2019), Schweizer Malerin
- Sombart, Werner (1863–1941), deutscher Soziologe und VolkswirtWerner Sombart (1863–1941)

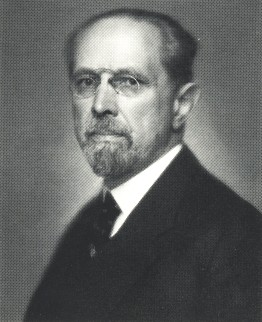
Werner Sombart (1863–1941)

- Sombatcharoen, Suraphol (1930–1968), thailändischer Luk-Thung-Sänger in Thailand
- Sombath, Alice (* 2003), französische Fußballspielerin
- Sombé, David (* 2000), französischer Sprinter
- Sombecki, Simone (* 1973), deutsche TV-Moderatorin und Schauspielerin
- Sombetzki, Paul (1886–1957), deutscher Politiker (CDU), MdL
- Sombogaart, Ben (* 1947), niederländischer Film- und Fernseh-Regisseur
- Somborn, Carl Theodor (1851–1935), deutscher Komponist, Musikwissenschaftler und Musiklehrer
- Somborn, Hans (1904–1993), deutscher Schauspieler, Filmproduktionsleiter und Filmproduzent
- Sombr (* 2005), US-amerikanischer Singer-SongwriterSombr (* 2005)

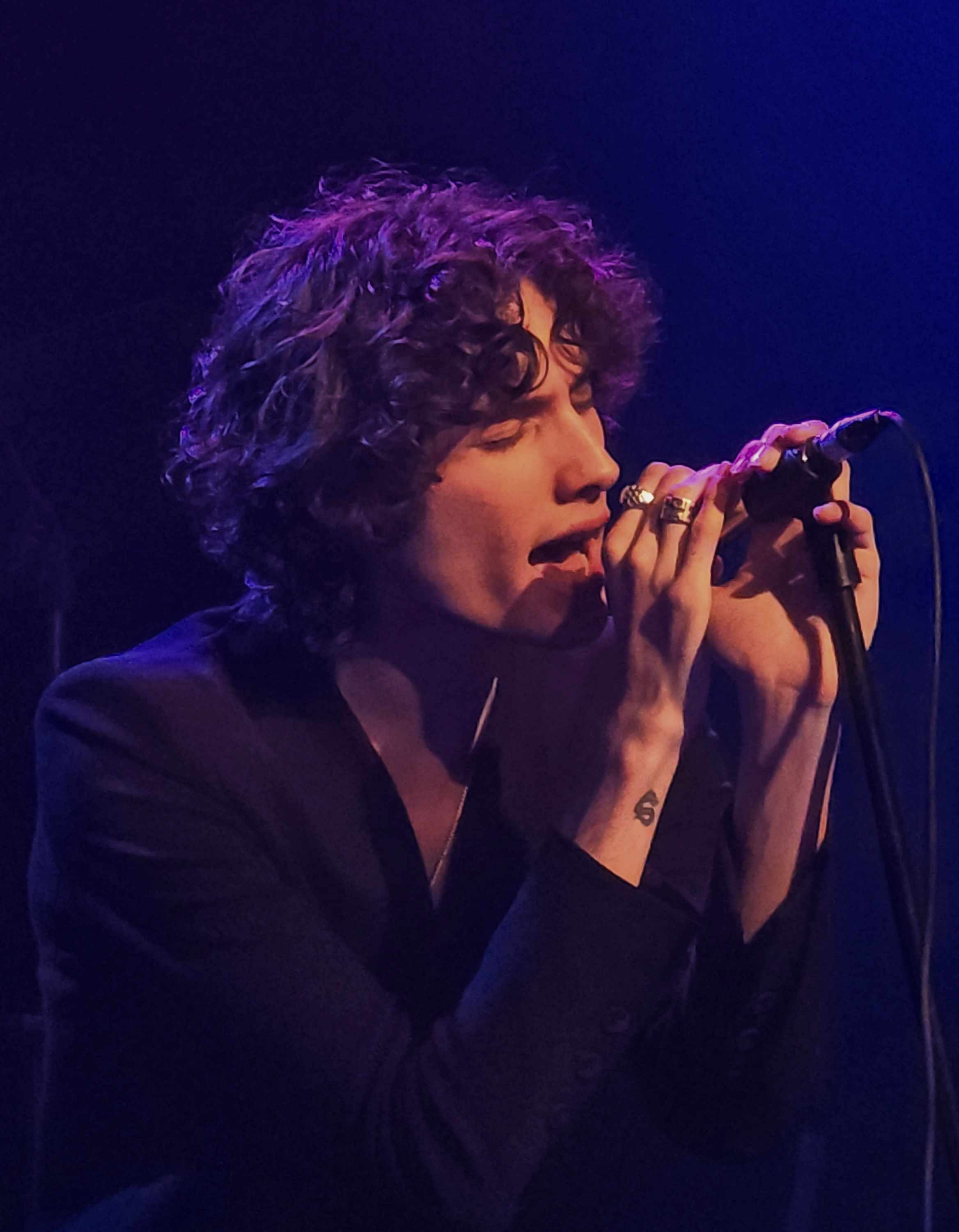
Sombr (* 2005)

- Sombre, Walter Reinhardt († 1778), Abenteurer und Söldner, der sich ab den 1750er Jahren in Indien betätigte
- Sombroek, Joyce (* 1990), niederländische Hockeyspielerin
- Somby, Liv Inger (* 1962), samisch-norwegische Journalistin, Autorin und Hochschullehrerin

### Somc
- Somchai Maiwilai, thailändischer Fußballtrainer
- Somchai Makmool (* 1980), thailändischer Fußballtrainer
- Somchai Singmanee (* 1986), thailändischer Fußballspieler
- Somchai Subpherm (* 1962), thailändischer Fußballspieler
- Somchai Wongsawat (* 1947), thailändischer Politiker, Premierminister
- Somchay Madlad (* 1992), thailändischer Fußballspieler

### Somd
- Somda, Nurukyor Claude (1949–2009), burkinischer Politiker und Historiker

### Some
- Somé, Naon Charles, burkinischer Fußballfunktionär und -schiedsrichter
- Some, Peter Kimeli (* 1990), kenianischer Marathonläufer
- Somé, Urbain (* 1979), burkinischer Fußballspieler
- Somé, Yorian Gabriel (1935–1983), burkinischer Oberst und Politiker
- Someck, Ronny (* 1951), israelischer Schriftsteller und KünstlerRonny Someck (* 1951)

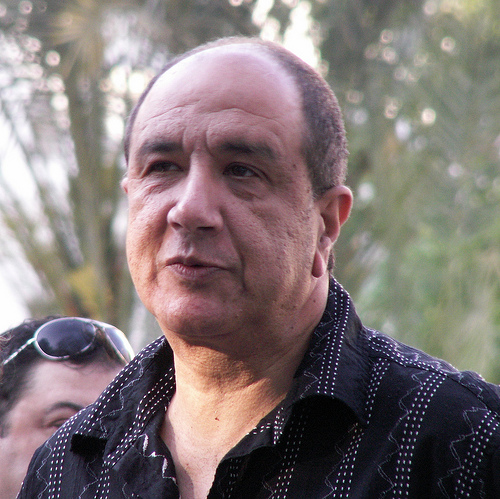
Ronny Someck (* 1951)

- Sōmei, Satō (* 1947), japanischer Komponist
- Somek, Alexander (* 1961), europäischer Rechtswissenschafter
- Somekh, Sasson (1933–2019), israelischer Wissenschaftler, Schriftsteller und Übersetzer
- Somené, Anne (* 1986), ivorische Fußballspielerin
- Someno, Itsuki (* 2001), japanischer Fußballspieler
- Someone Else, US-amerikanischer DJ und Technoproduzent
- Somer, Jan (1899–1979), niederländischer Offizier und Widerstandskämpfer gegen die deutsche Besatzung während des Zweiten Weltkriegs
- Somer, Paul van, flämischer Maler
- Somer, Yanti (* 1948), finnische Schauspielerin
- Sõmera, Toomas (1945–2022), estnischer Politiker und Experte für Informationstechnologie
- Someren Gréve, Truus van (1904–2001), niederländische Bildhauerin und Zeichnerin
- Someren, Catharina van, niederländische Stifterin
- Someren, Lex van (* 1952), niederländischer Künstler
- Somerhalder, Ian (* 1978), US-amerikanischer Schauspieler und ModelIan Somerhalder (* 1978)

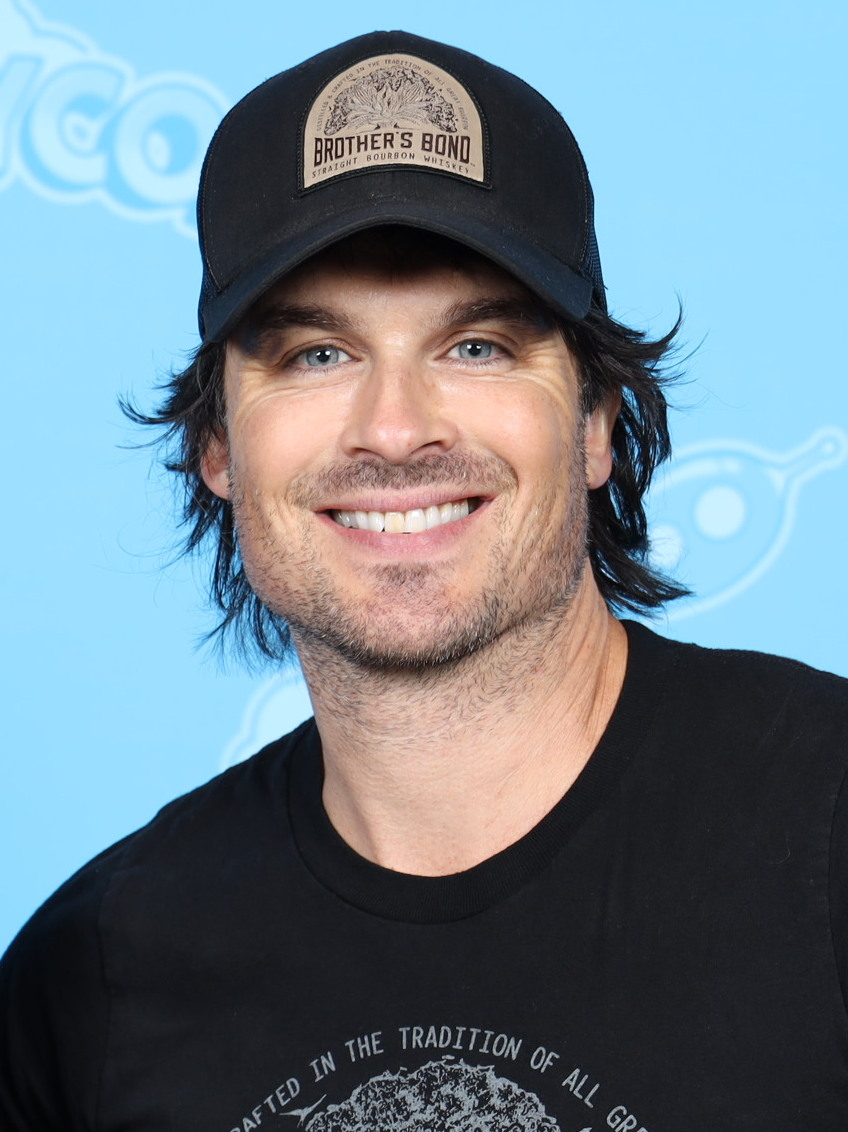
Ian Somerhalder (* 1978)

- Somerhausen, Marc (1899–1992), belgischer Jurist und Politiker
- Somerjoki, Rauli (1947–1987), finnischer Rockmusiker und Sänger
- Somerled († 1164), schottischer Adliger
- Somerlinck, Marceau (1922–2005), französischer Fußballspieler
- Somers, Alan (* 1941), US-amerikanischer Schwimmer
- Somers, Alex (* 1984), US-amerikanischer Künstler und Musiker
- Somers, Andrew Lawrence (1895–1949), US-amerikanischer Politiker
- Somers, Armonía (1914–1994), uruguayische Schriftstellerin
- Somers, Bart (* 1964), belgischer Politiker
- Somers, Brett (1924–2007), US-amerikanische Schauspielerin und Komikerin
- Somers, Hans (* 1978), belgischer Fußballspieler
- Somers, Harry (1925–1999), kanadischer Komponist
- Somers, Jeff (* 1971), US-amerikanischer Science-Fiction-Autor
- Somers, John, 1. Baron Somers (1651–1716), englischer Jurist und Politiker
- Somers, Joseph (1917–1966), belgischer Radrennfahrer
- Somers, Luke († 2014), britisch-US-amerikanischer Journalist
- Somers, Michael (* 1995), belgischer Mittel- und Langstreckenläufer
- Somers, Peter J. (1850–1924), US-amerikanischer Politiker
- Somers, Suzanne (1946–2023), US-amerikanische SchauspielerinSuzanne Somers (1946–2023)

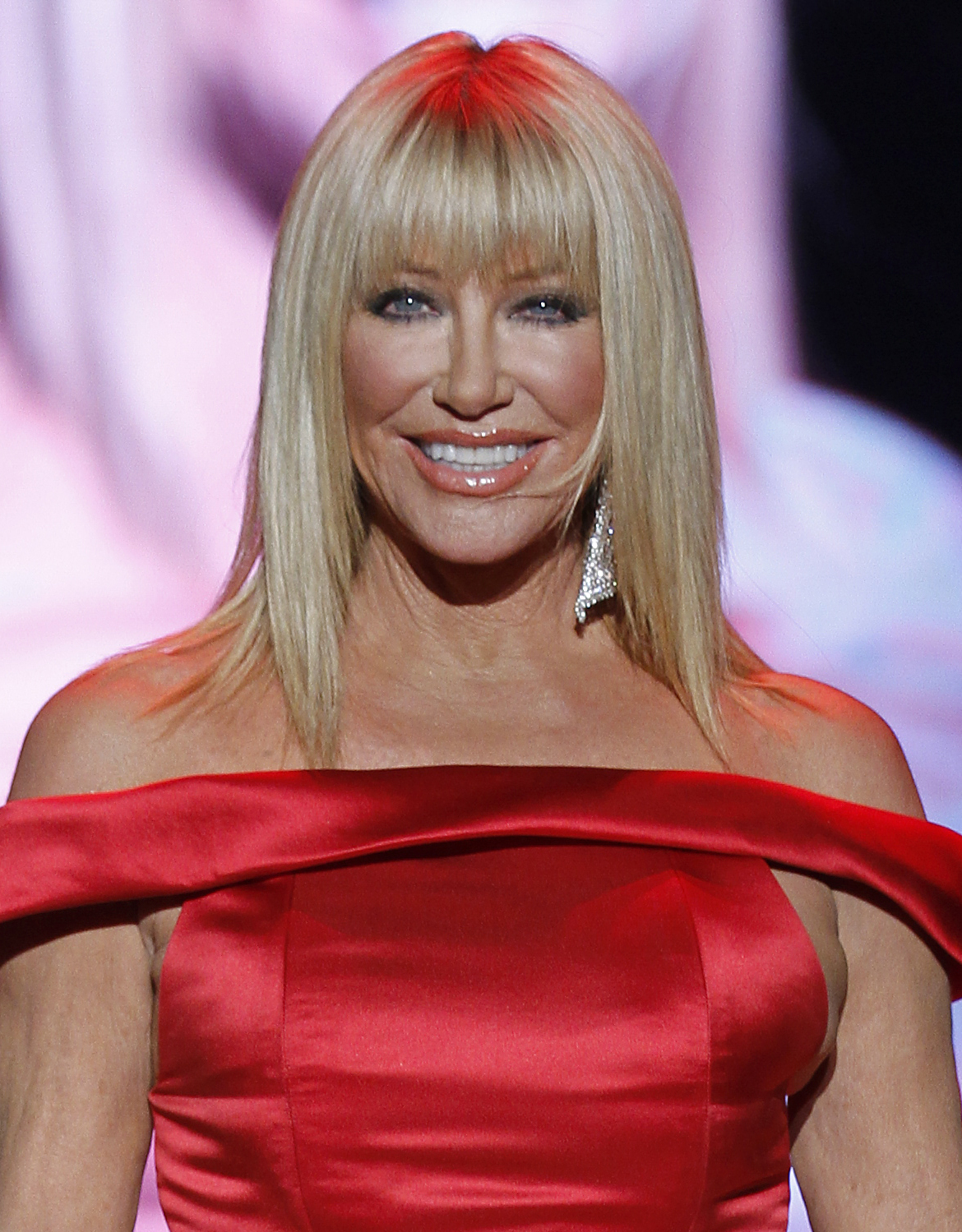
Suzanne Somers (1946–2023)

- Somers-Cocks, Arthur 6. Baron Somers (1887–1944), britischer Offizier, Gouverneur von Victoria
- Somers-Smith, John (1887–1916), britischer Ruderer
- Somersall, Travis (* 1990), Fußballspieler von St. Kitts und Nevis
- Somersault (* 1969), deutsche Sängerin
- Somerscales, Thomas (1842–1927), englischer Maler
- Somerset, Algernon Seymour, 7. Duke of (1684–1750), britischer Adliger, Militär und Politiker
- Somerset, Anne (* 1955), britische Historikerin und Schriftstellerin
- Somerset, Charles Henry (1767–1831), britischer Armeeoffizier und Gouverneur
- Somerset, Charles Noel, 4. Duke of Beaufort (1709–1756), britischer Adliger und Politiker
- Somerset, Charles, 1. Earl of Worcester († 1526), englischer Höfling und Magnat
- Somerset, David, 11. Duke of Beaufort (1928–2017), britischer Peer und Politiker (Conservative Party)
- Somerset, Edward (1776–1842), britischer Kavalleriegeneral
- Somerset, Fitzroy, 1. Baron Raglan (1788–1855), britischer Feldmarschall und Politiker
- Somerset, FitzRoy, 5. Baron Raglan (1927–2010), britischer Peer und Politiker
- Somerset, Henry, 1. Duke of Beaufort (1629–1700), englischer Adliger
- Somerset, Henry, 12. Duke of Beaufort (* 1952), britischer Peer
- Somerset, Henry, 2. Duke of Beaufort (1684–1714), englischer Adliger und Politiker
- Somerset, James, afrikanisch-britischer Sklave, der 1772 in England freigelassen wurde
- Somerset, Mary, Duchess of Beaufort († 1715), englische Botanikerin und Adlige
- Somerton-Mann († 1948), GiftopferSomerton-Mann († 1948)

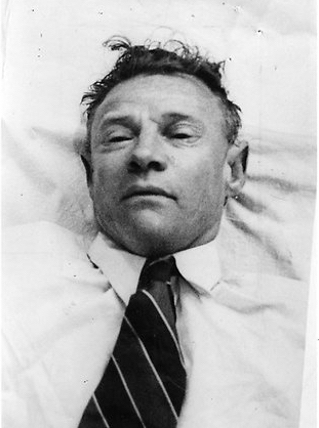
Somerton-Mann († 1948)

- Somervell, Arthur (1863–1937), englischer Komponist und Musikpädagoge
- Somervell, Brehon B. (1892–1955), US-amerikanischer General und kommandierender General des Army Service Forces während des Zweiten Weltkriegs
- Somervell, Donald, Baron Somervell of Harrow (1889–1960), britischer Jurist und Politiker, Mitglied des House of Commons
- Somervell, Shirley (* 1946), neuseeländische Mittel- und Langstreckenläuferin und Sprinterin
- Somervile, William (1675–1742), britischer Dichter
- Somerville, Amanda (* 1979), US-amerikanische Singer-Songwriterin (Mezzosopran) und Stimmtrainerin
- Somerville, Bonnie (* 1974), US-amerikanische Schauspielerin und Sängerin
- Somerville, Chris (* 1947), kanadisch-amerikanischer Genetiker und Botaniker
- Somerville, Geraldine (* 1967), irische Schauspielerin
- Somerville, Greg (* 1977), neuseeländischer Rugby-Union-Spieler
- Somerville, Gronya (* 1995), australische Badmintonspielerin
- Somerville, Henry Boyle Townshend (1863–1936), britischer Marineoffizier, Ozeanograf und Archäoastronom
- Somerville, James Fownes (1882–1949), britischer Admiral
- Somerville, James, 1. Baronet (1693–1748), irischer Politiker
- Somerville, Jason (* 1987), US-amerikanischer Pokerspieler
- Somerville, Jimmy (* 1961), britischer MusikerJimmy Somerville (* 1961)

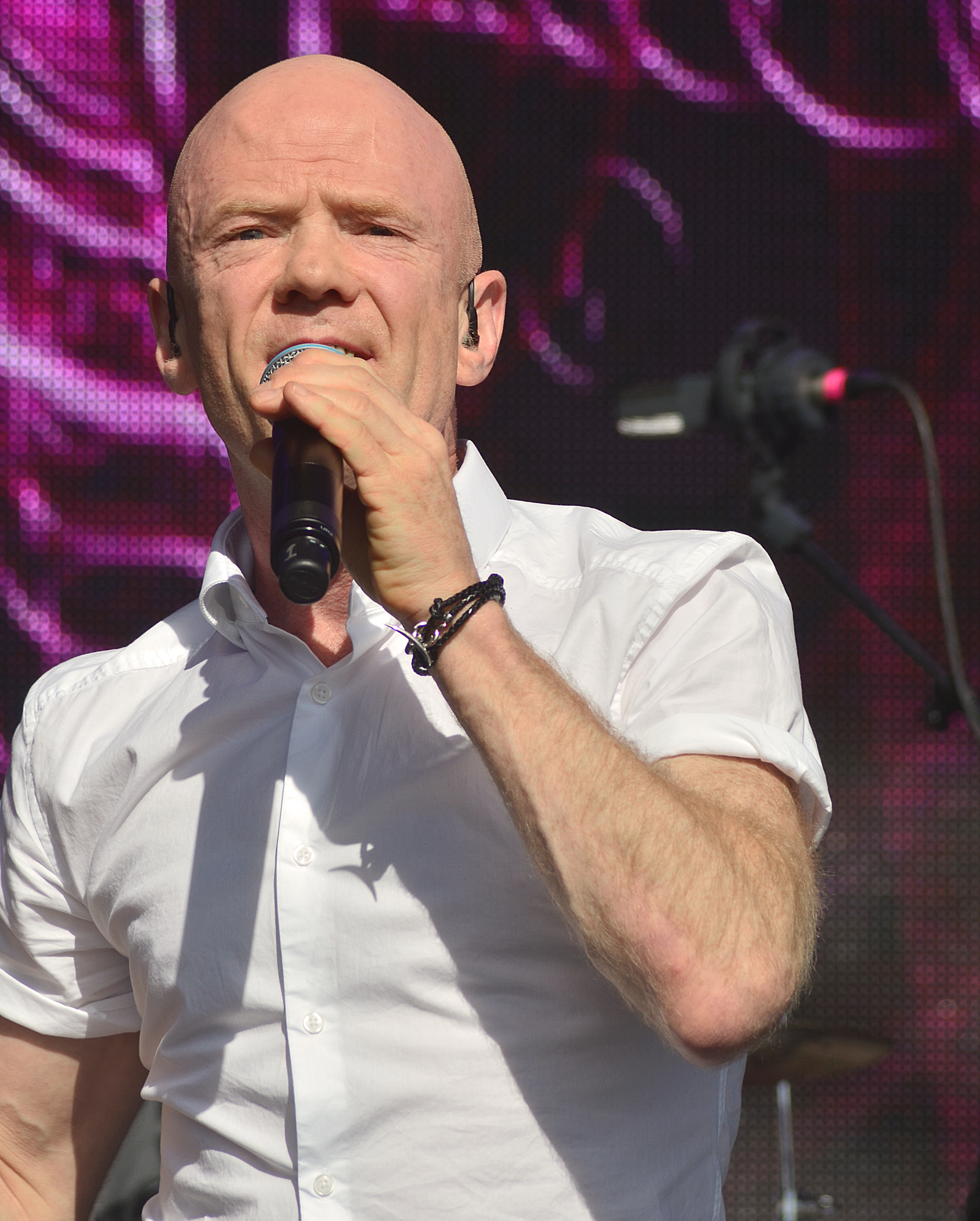
Jimmy Somerville (* 1961)

- Somerville, John (1560–1583), britischer Verschwörer gegen Königin Elisabeth I. von England
- Somerville, Mary (1780–1872), schottische Astronomin und MathematikerinMary Somerville (1780–1872)

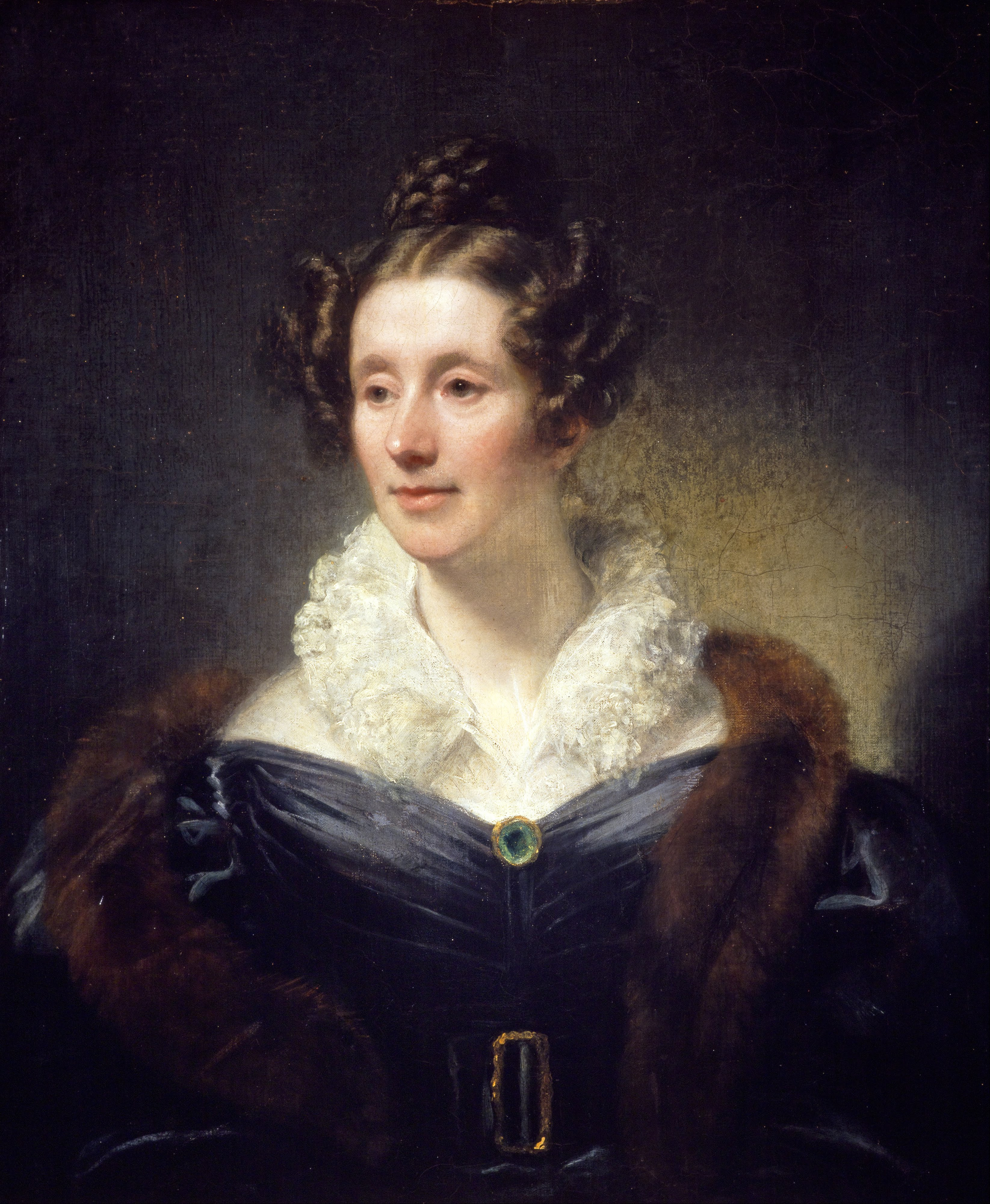
Mary Somerville (1780–1872)

- Somerville, Mary (1897–1963), britische Rundfunkdirektorin der BBC
- Somerville, Phyllis (1943–2020), US-amerikanische Schauspielerin
- Somerville, Rachel, US-amerikanische Astronomin und Astrophysikerin
- Somerville, Raymond (1937–2023), US-amerikanischer Curler
- Somerville, Shirley-Anne (* 1974), schottische Politikerin und Mitglied der Scottish National Party
- Somerville, Tim (* 1960), US-amerikanischer Curler
- Somervuori, Eero (* 1979), finnischer Eishockeyspieler
- Somes, Daniel E. (1815–1888), US-amerikanischer Politiker
- Someting, Ernst Friedrich von († 1697), Jurist und Hochschullehrer
- Someya, Kazuki (* 1986), japanischer Fußballspieler
- Someya, Yoshihiro (* 1998), japanischer Sprinter
- Someya, Yūta (* 1986), japanischer Fußballspieler

### Somf
- Somfai, László (* 1934), ungarischer Musikwissenschaftler
- Somfai, Péter (* 1980), ungarischer Degenfechter
- Somfay, Elemér (1898–1979), ungarischer Leichtathlet und Moderner Fünfkämpfer
- Somfleth, Brigitte (* 1953), deutsche Politikerin (SPD), MdL

### Somh
- Somhasurthai, Jaroensiri (* 1971), thailändische Badmintonspielerin

### Somi
- Somi (* 1981), US-amerikanische Jazzsängerin
- Somić, Vjenceslav (* 1977), kroatischer Handballspieler
- Somigliana, Carlo (1860–1955), italienischer Mathematiker und Physiker
- Somigliana, Carlos (1932–1987), argentinischer Dramatiker und Schriftsteller
- Somík, Radovan (* 1977), slowakischer Eishockeyspieler
- Sōmin († 653), japanischer Priester
- Somis, Giovanni Battista (1686–1763), italienischer Violinist und Komponist
- Somis, Giovanni Lorenzo (1688–1775), italienischer Violinist, Komponist und Maler
- Somiya, Ichinen (1893–1994), japanischer Maler und Schriftsteller

### Somj
- Somjet Sattabud (* 1981), thailändischer Fußballspieler

### Somk
- Somkaet Kunmee (* 1998), thailändischer Fußballspieler
- Somkid Chamnarnsilp (* 1993), thailändischer Fußballspieler
- Somko, Jakym († 1663), Hetman der linksufrigen Ukraine

### Soml
- Somlay, Artúr (1883–1951), ungarischer Schauspieler
- Somlay, Lehel (1936–2022), ungarischer Fußballspieler
- Somló, Félix (1873–1920), ungarischer Jurist
- Somló, Josef (1884–1973), ungarischer Filmproduzent und Manager der österreich-ungarischen und deutschen Filmwirtschaft
- Somló, Tamás (1947–2016), ungarischer Sänger, Gitarrist, Songwriter und Jurist
- Somloi, Sophie (* 1994), österreichische Wasserspringerin
- Somluck Kamsing (* 1973), thailändischer Boxer
- Somlyó, Anna Báthory de, ungarische Adelige

### Somm
- Somm, Edwin (* 1933), Schweizer ManagerEdwin Somm (* 1933)

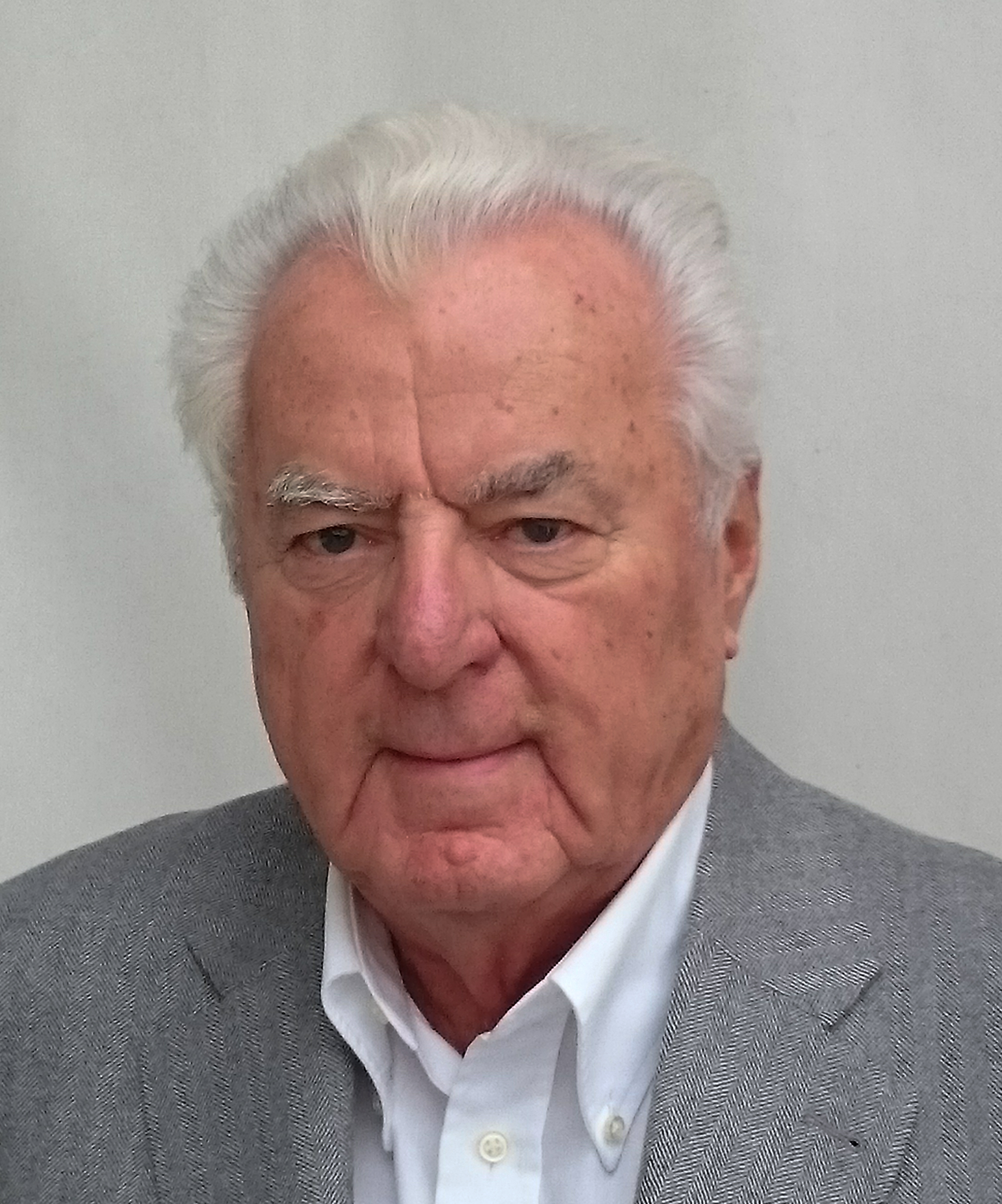
Edwin Somm (* 1933)

- Somm, Felix (* 1963), Schweizer Manager
- Somm, Markus (* 1965), Schweizer Journalist, Publizist, Verleger und Historiker
- Somm, Peter (1940–2023), Schweizer Maler, Zeichner, Grafiker, Plastiker, Objektkünstler, Kunstsammler und Autor

#### Somma
- Somma, Pascual († 1930), uruguayischer Fußballspieler
- Somma, Sergio (* 1987), US-amerikanischer Eishockeyspieler
- Sommai Thainoi (* 1983), thailändischer Fußballspieler
- Sommalius, Henricus (1534–1619), katholischer Theologe
- Sommar, Magnus († 1543), schwedischer Theologe und Bischof
- Sommar, Magnus (1710–1782), schwedischer Theologe
- Sommariva, Giuseppe (1761–1829), italienischer Geistlicher und Bischof von Modena
- Sommariva, Hannibal Marquis (1755–1829), österreichischer General
- Sommariva, Lorenzo (* 1993), italienischer Snowboarder
- Sommars, Julie (* 1940), US-amerikanische Schauspielerin
- Sommaruga, Carlo (* 1959), Schweizer Politiker (SP)Carlo Sommaruga (* 1959)

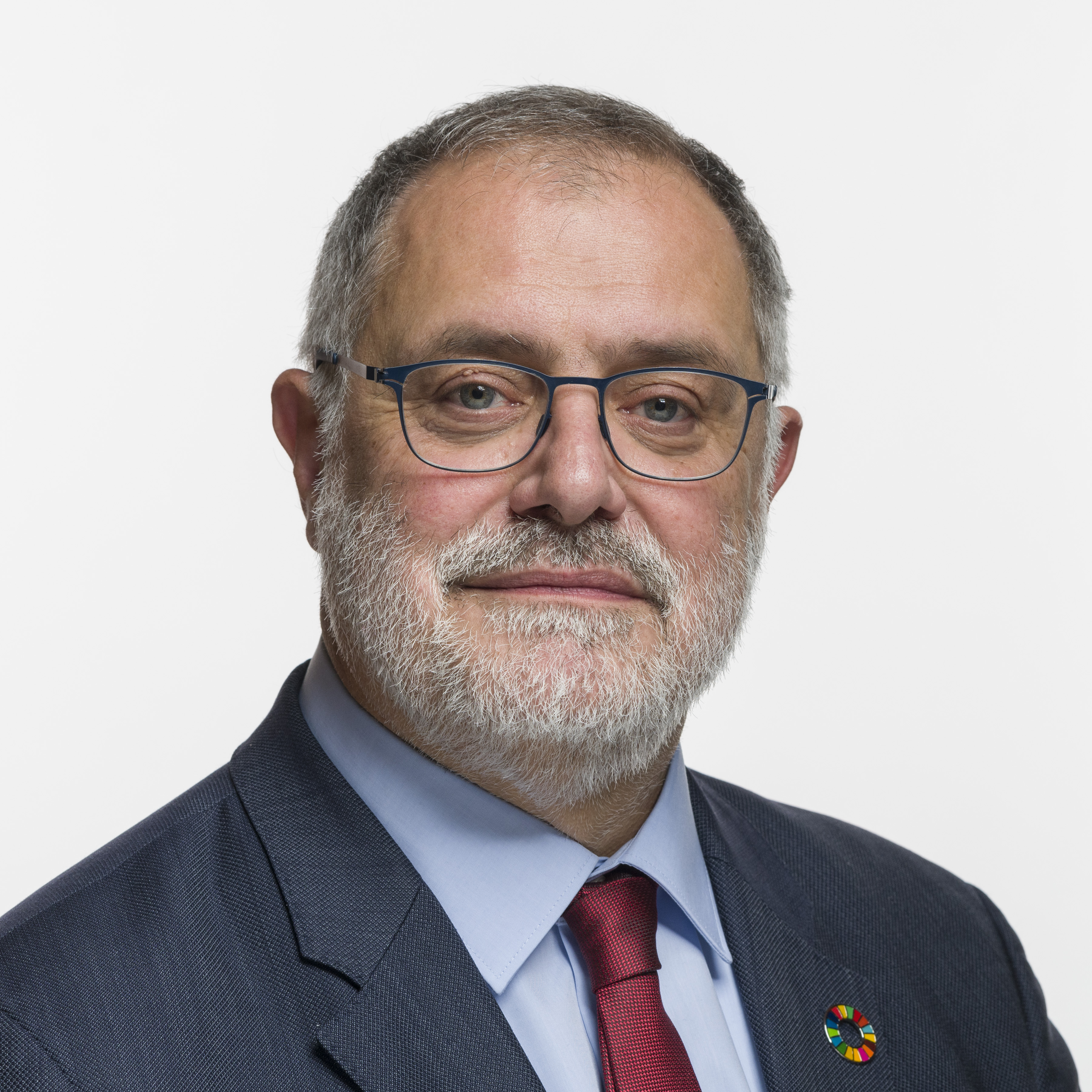
Carlo Sommaruga (* 1959)

- Sommaruga, Cornelio (1932–2024), Schweizer Jurist
- Sommaruga, Erwin von (1844–1897), österreichischer Chemiker
- Sommaruga, Franz Philipp von (1815–1884), österreichischer Jurist und Politiker, Landtagsabgeordneter
- Sommaruga, Franz Seraph von (1780–1860), österreichischer Rechtswissenschaftler und kurzzeitig Unterrichts- wie auch Justizminister
- Sommaruga, Giuseppe (1867–1917), italienischer Architekt
- Sommaruga, Guido von (1842–1895), österreichischer Rechtsanwalt und Parlamentarier
- Sommaruga, Ruben, Forscher im Bereich der Aquatischen Ökologie
- Sommaruga, Simonetta (* 1960), Schweizer Politikerin (SP)Simonetta Sommaruga (* 1960)

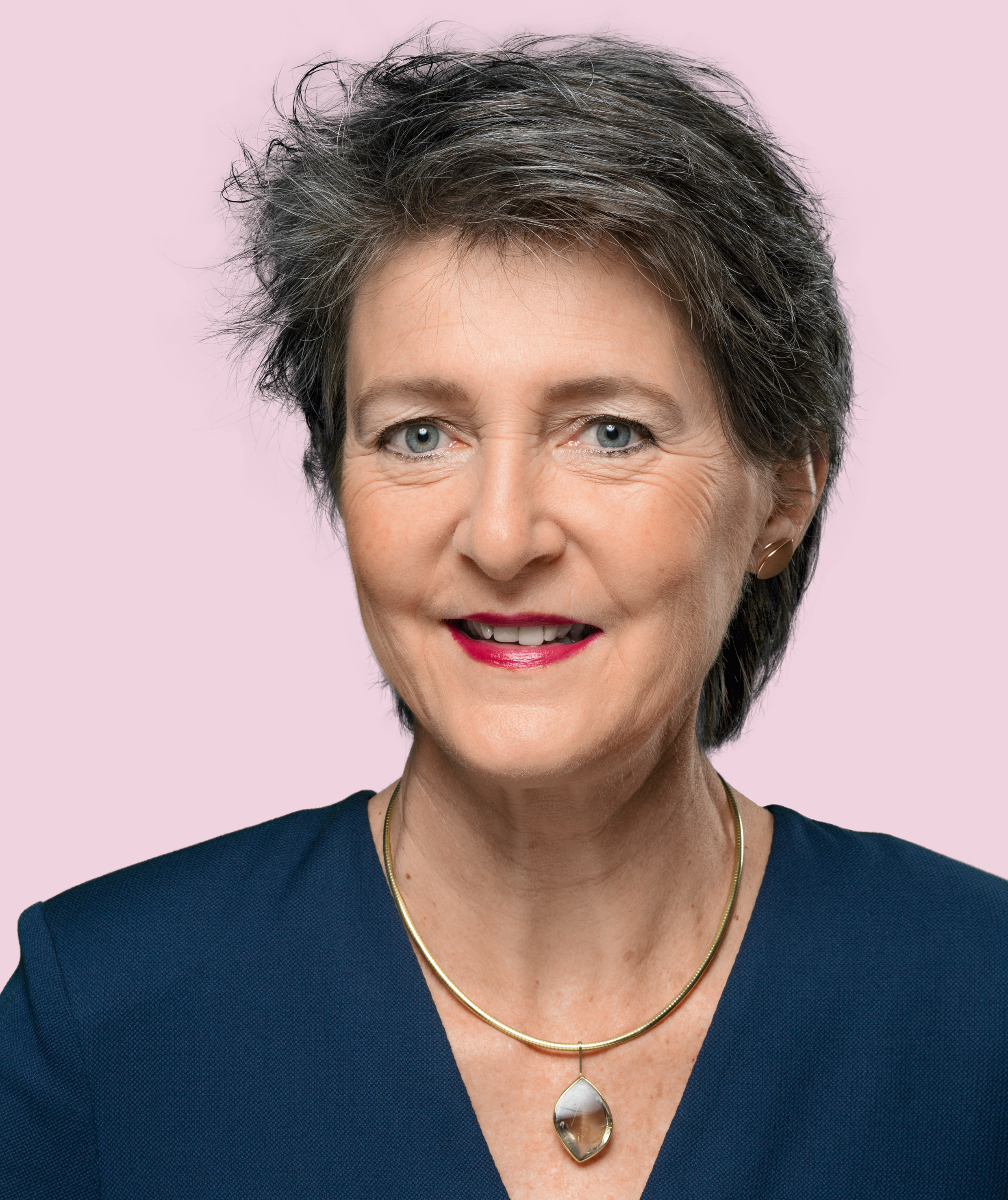
Simonetta Sommaruga (* 1960)

- Sommavilla, Anja (* 1987), deutsche Schauspielerin
- Sommavilla, Ilaria (* 1987), italienische Grasskiläuferin

#### Somme
- Somme, Christer († 1618), schwedischer Feldmarschall
- Somme, Luc-Thomas (* 1960), französischer Theologe, Priester und Hochschullehrer
- Sommé, Walter (1888–1971), deutscher Offizier in der Luftwaffe der Wehrmacht

##### Sommei
- Sommeil, David (* 1974), französisch-guadeloupischer Fußballspieler

##### Sommel
- Sommelet, Marcel (1877–1952), französischer Chemiker (Organische Chemie)

##### Sommer

###### Sommer A
- Sommer Arnoldsen, Thomas (* 2002), dänischer Handballspieler

###### Sommer, A
- Sommer, Achim (* 1956), deutscher Kunsthistoriker und Museumsleiter
- Sommer, Alfred (1925–2006), deutscher Kriminalbeamter, Politiker (SPD) und nichtberuflicher Richter, MdL Bayern
- Sommer, Alfred (* 1942), US-amerikanischer Mediziner
- Sommer, Alice (1898–1982), deutsche Zeichnerin
- Sommer, Anders (* 1984), dänischer Basketballtrainer
- Sommer, Andreas (1916–1980), österreichischer nationalsozialistischer Politiker und Landwirt
- Sommer, Andreas Urs (* 1972), Schweizer Philosoph und Publizist
- Sommer, Anna (* 1968), Schweizer Comiczeichnerin und Illustratorin
- Sommer, Anton (1816–1888), Thüringer Dialektdichter
- Sommer, Ariane (* 1977), deutsche Schauspielerin, Moderatorin und BuchautorinAriane Sommer (* 1977)

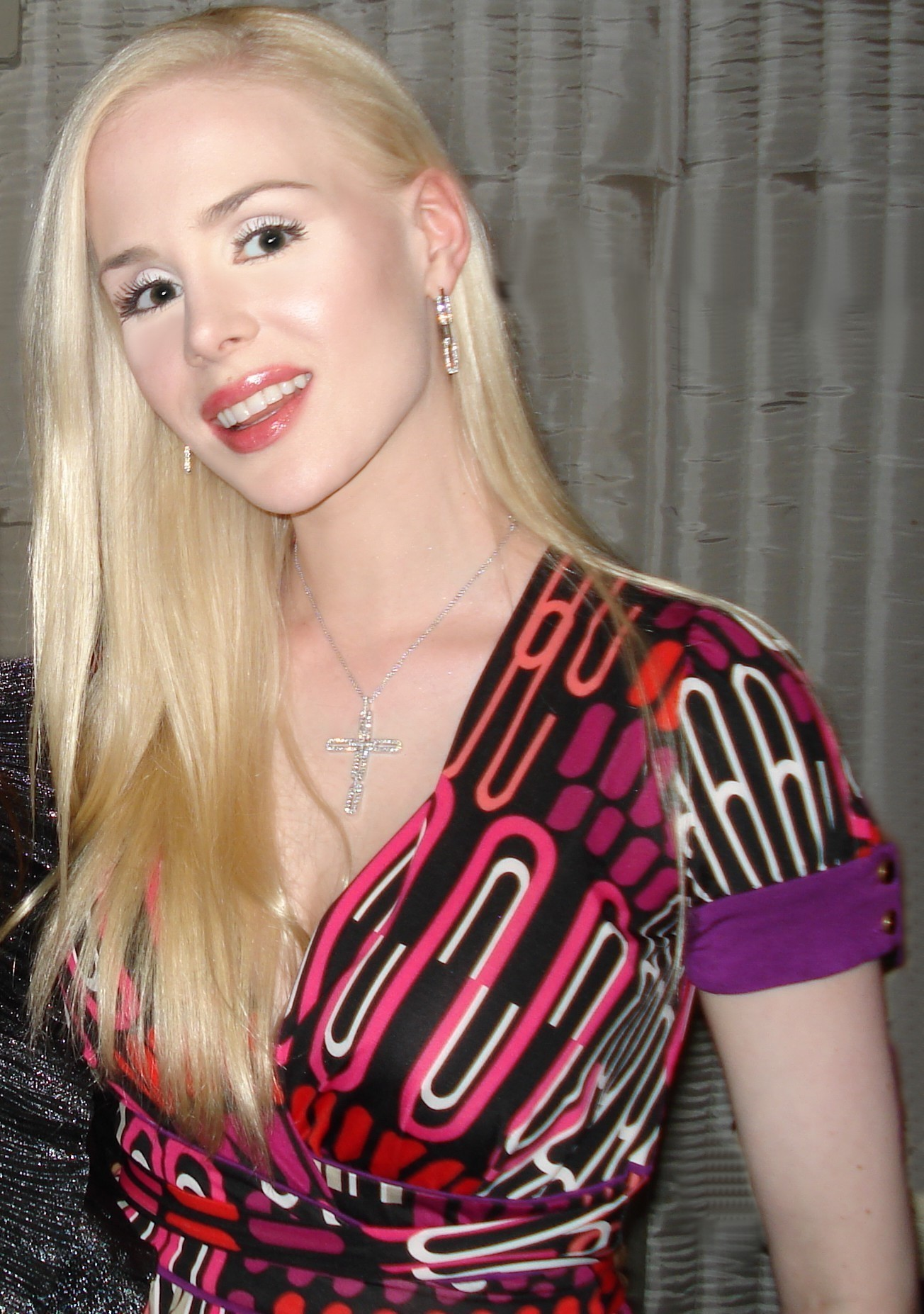
Ariane Sommer (* 1977)

- Sommer, August (1839–1921), deutscher Bildhauer

###### Sommer, B
- Sommer, Barbara (* 1948), deutsche Politikerin (CDU), Ministerin für Schule und Weiterbildung von Nordrhein-Westfalen
- Sommer, Benno (1922–2012), deutscher Architekt, Karikaturist und Designer
- Sommer, Bert (1949–1990), US-amerikanischer Musiker, Songwriter und Schauspieler
- Sommer, Bertold (* 1937), deutscher Jurist, Richter des Bundesverfassungsgerichts
- Sommer, Bodo (1952–2022), deutscher Fußballspieler
- Sommer, Brita (* 1944), deutsche Schauspielerin und Synchronsprecherin

###### Sommer, C
- Sommer, C. Sebastian (1956–2021), deutscher Provinzialrömischer Archäologe und Landesarchäologe von Bayern
- Sommer, Carl August Heinrich (1801–1873), deutscher Zimmermeister, Bauherr und Kommunalpolitiker
- Sommer, Carsten (* 1973), deutscher Bauingenieur und Verkehrsplaner
- Sommer, Chris (* 1992), schweizerischer Comedy-Autor
- Sommer, Christel (* 1950), deutsche Badmintonspielerin
- Sommer, Christian (1767–1835), deutscher Jurist und Jakobiner
- Sommer, Christian Friedrich August, deutscher Lokalpolitiker und Rittergutsbesitzer, Landrat des preußischen Kreises Schweinitz
- Sommer, Christian Lorenz (1796–1846), deutscher klassischer Philologe
- Sommer, Christine (* 1970), österreichische SchauspielerinChristine Sommer (* 1970)

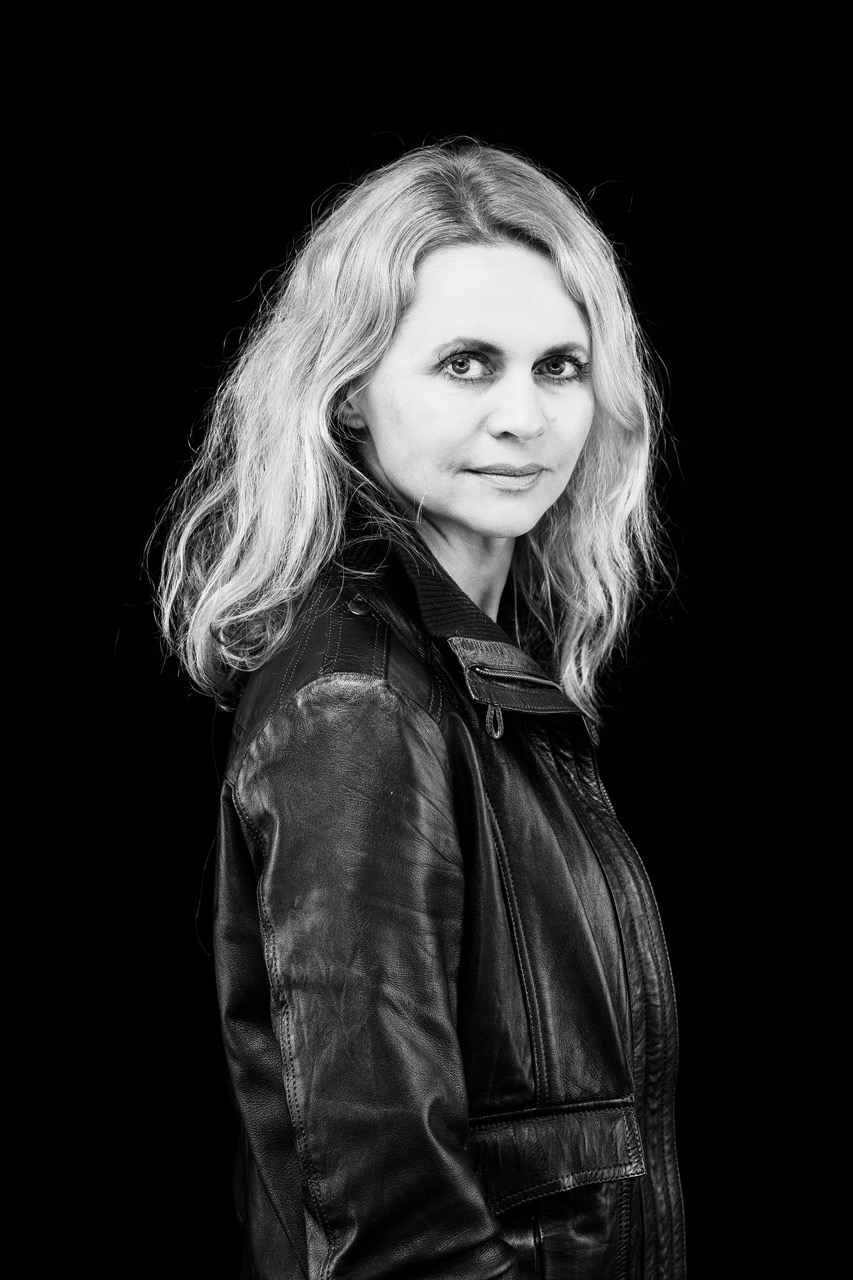
Christine Sommer (* 1970)

- Sommer, Christof (* 1965), deutscher Politiker (CDU), Bürgermeister
- Sommer, Christoph (* 1961), Schweizer Schauspieler
- Sommer, Clemens (1891–1962), deutschamerikanischer Kunsthistoriker
- Sommer, Coleen (* 1960), US-amerikanische Hochspringerin
- Sommer, Conny (* 1963), deutscher Musiker, Lehrer, Dozent und Autor
- Sommer, Cornelius (1940–2011), deutscher Diplomat und Sprachpfleger

###### Sommer, D
- Sommer, Daniel (* 1964), Schweizer Politiker (EVP)
- Sommer, Daniel (* 1987), dänischer Jazzmusiker (Schlagzeug, Komposition)
- Sommer, Daniel (* 1992), deutscher Schlagersänger und Songwriter
- Sommer, Daniela (* 1978), deutsche Sportlerin und Politikerin (SPD), MdL
- Sommer, Degenhard (1930–2020), deutscher Architekt und Industriebauer
- Sommer, Dieter (* 1937), deutscher Fußballtorhüter und -trainer
- Sommer, Dorothea (* 1962), deutsche Bibliothekarin, Generaldirektorin der Bayerischen Staatsbibliothek in München

###### Sommer, E
- Sommer, Ed (1932–2015), deutsch-schweizerischer Filmkünstler, Maler, Bildhauer, Fotograf und Autor
- Sommer, Edith (* 1927), österreichische Schriftstellerin
- Sommer, Édouard (1822–1866), französischer Altphilologe, Romanist, Übersetzer, Grammatiker und Lexikograf
- Sommer, Elise (1761–1836), deutsche Schriftstellerin und Dichterin
- Sommer, Elke (* 1940), deutsche Schauspielerin und SängerinElke Sommer (* 1940)

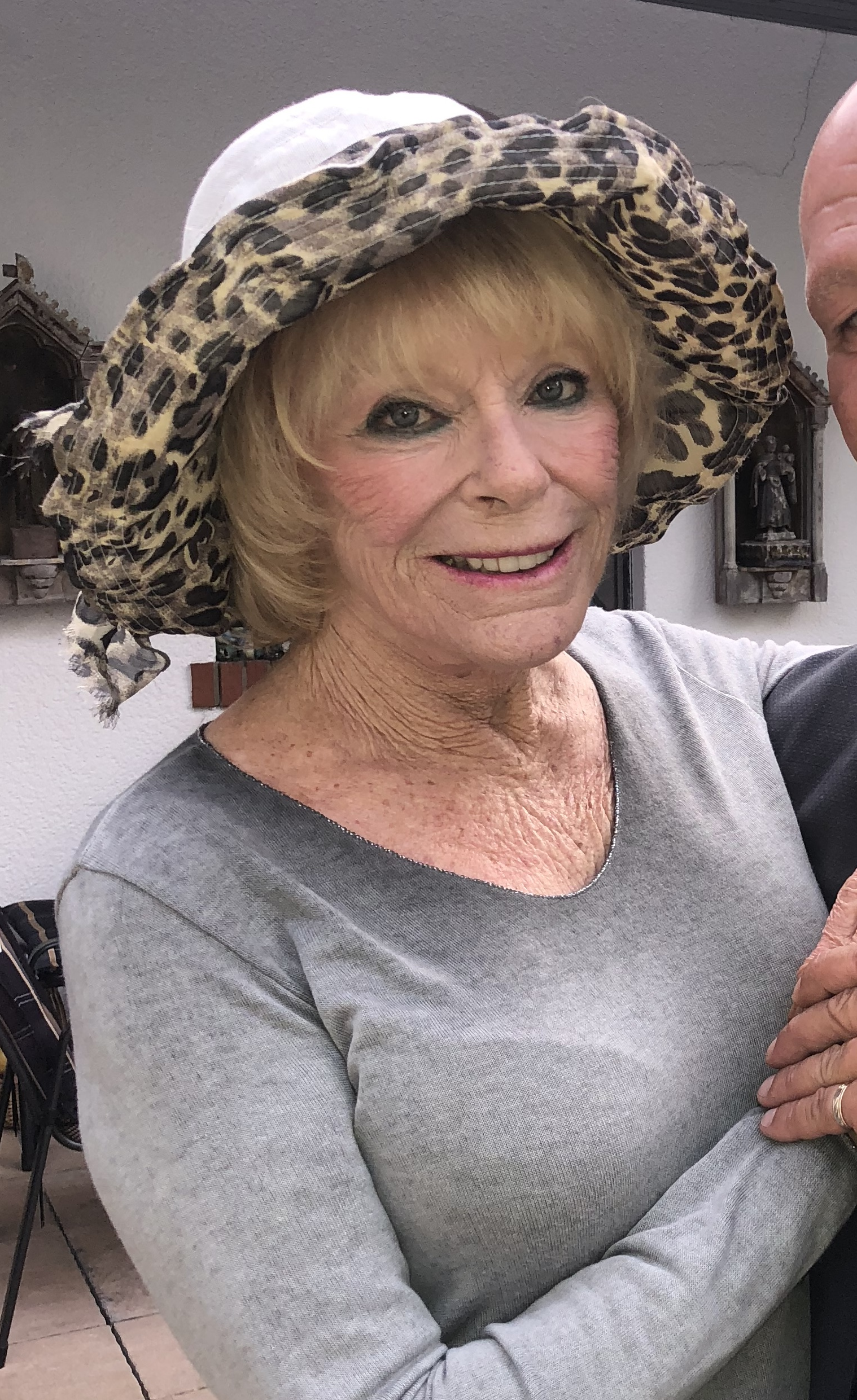
Elke Sommer (* 1940)

- Sommer, Elmar (* 1959), deutscher Behindertensportler
- Sommer, Emil (1838–1904), deutscher Verleger und Zeitungsredakteur
- Sommer, Emil (1869–1947), österreichischer Offizier im Ersten Weltkrieg
- Sommer, Emil (1882–1937), deutscher Gewerkschaftssekretär, Politiker (USPD, SPD), MdBB und Bremer Senator
- Sommer, Emil (1885–1936), deutscher Jurist und hauptamtlicher Bürgermeister der Stadt Treuchtlingen
- Sommer, Emil Friedrich Julius (1819–1846), deutscher Germanist und Sagensammler
- Sommer, Ernst (1888–1955), tschechoslowakischer Schriftsteller deutscher Sprache
- Sommer, Eugen (1876–1961), deutscher Politiker (CDU), MdL Rheinland-Pfalz

###### Sommer, F
- Sommer, Fabian (1533–1571), böhmischer Mediziner
- Sommer, Fedor (1864–1930), deutscher Schriftsteller
- Sommer, Felix (1878–1934), sächsischer Architekt und Baumeister
- Sommer, Ferdinand (1829–1902), deutscher Hochschullehrer, Professor für Anatomie und Zoologie
- Sommer, Ferdinand (1875–1962), deutscher Indogermanist und Klassischer Philologe
- Sommer, Frank (* 1967), deutscher Mediziner und Hochschullehrer, Universitätsprofessor für Männergesundheit
- Sommer, Franz (1875–1954), deutscher katholischer Pfarrer
- Sommer, Franz (1897–1980), deutscher Gestapo-Mitarbeiter, SS-Führer und Leiter des Einsatzkommandos 1 der Einsatzgruppe VI in Polen
- Sommer, Frederick (1905–1999), US-amerikanischer Künstler und Fotograf
- Sommer, Friedrich (1824–1898), deutscher Jurist und Politiker (NLP), MdR
- Sommer, Friedrich (1875–1943), österreichisch-ungarischer Dirigent, Theaterdirektor und Impresario
- Sommer, Friedrich (1912–1998), deutscher Mathematiker
- Sommer, Fritz (* 1926), deutscher Fußballspieler

###### Sommer, G
- Sommer, Gaby (1959–2018), deutsche Fotografin und Fotojournalistin
- Sömmer, Georg (1811–1864), deutscher Porträtmaler
- Sommer, Georg (1922–2021), deutscher Jurist und Richter am Bundesverwaltungsgericht
- Sommer, Gerald (* 1963), deutscher Germanist
- Sommer, Gerhard (1921–2019), deutscher Kriegsverbrecher, SS-Mitglied
- Sommer, Gerlinde (* 1963), deutsche Journalistin und Autorin
- Sommer, Giorgio (1834–1914), deutscher Fotograf
- Sommer, Gottfried (1935–2024), deutscher Maler und Grafiker
- Sommer, Gottfried Christoph (* 1706), deutscher Hebraist und Erzieher in Gotha
- Sommer, Günter (* 1943), deutscher Jazzmusiker, Schlagzeuger und PerkussionistGünter Sommer (* 1943)

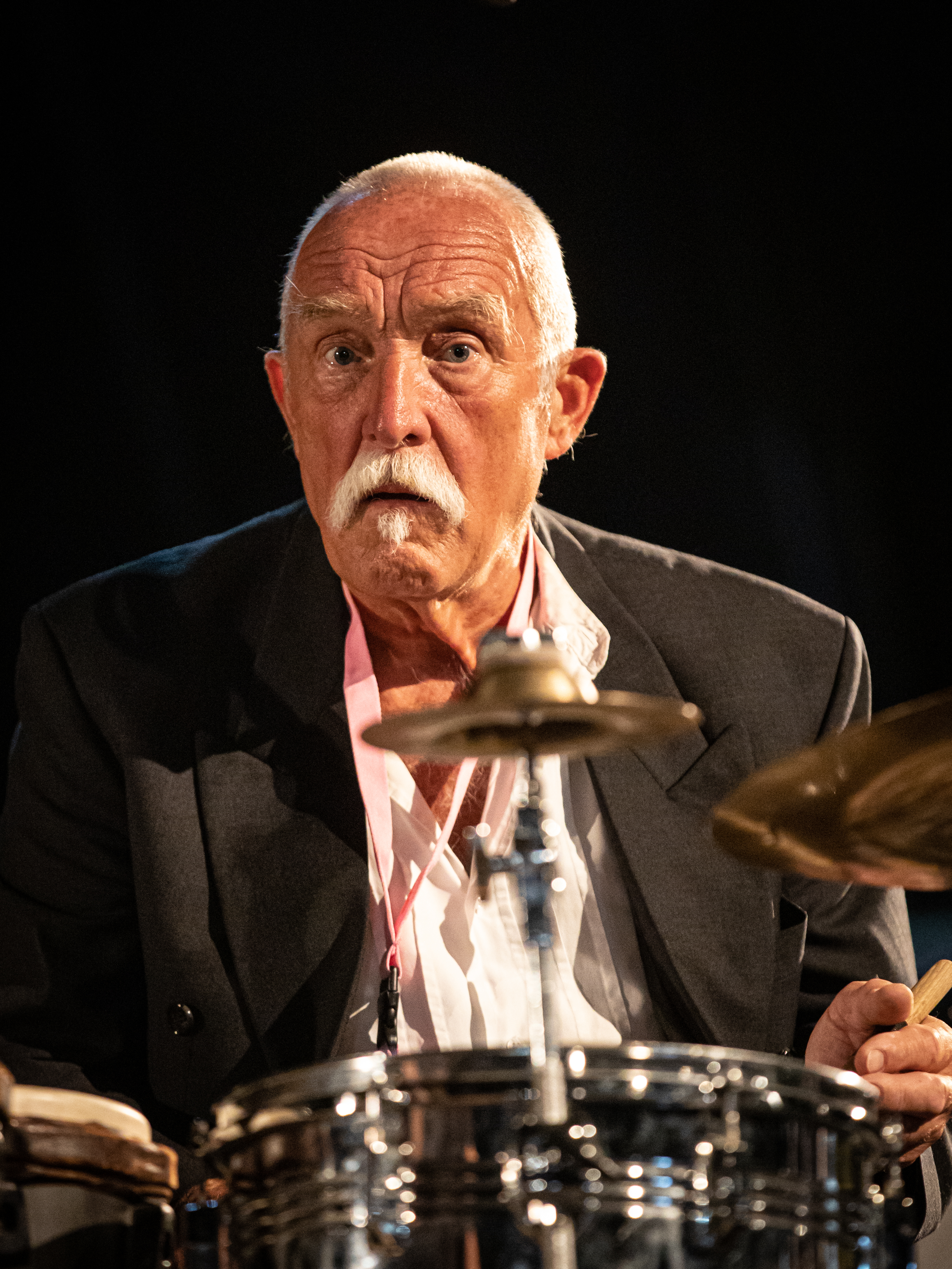
Günter Sommer (* 1943)

###### Sommer, H
- Sommer, Hans, Hydraulikspezialist
- Sommer, Hans (1837–1922), deutscher Komponist und Mathematiker
- Sommer, Hans (1900–1989), Schweizer Lehrer, Heimatforscher und Kulturhistoriker
- Sommer, Hans (1904–2000), deutscher Filmkomponist
- Sommer, Hans (1909–2000), deutscher Maler und Bildhauer
- Sommer, Hans (1914–1987), deutscher SS-Obersturmführer, Angehöriger des Sicherheitsdienstes des Reichsführers SS, der Organisation Gehlen und Mitarbeiter des Ministeriums für Staatssicherheit
- Sommer, Hans (1924–2004), Schweizer Radrennfahrer
- Sommer, Hans Wolf (1939–1996), deutscher Autor von Science-Fiction und Horror, vornehmlich von Heftromanen
- Sommer, Hans-Eckhard (* 1961), deutscher Verwaltungsjurist und Präsident des Bundesamts für Migration und Flüchtlinge (BAMF)Hans-Eckhard Sommer (* 1961)

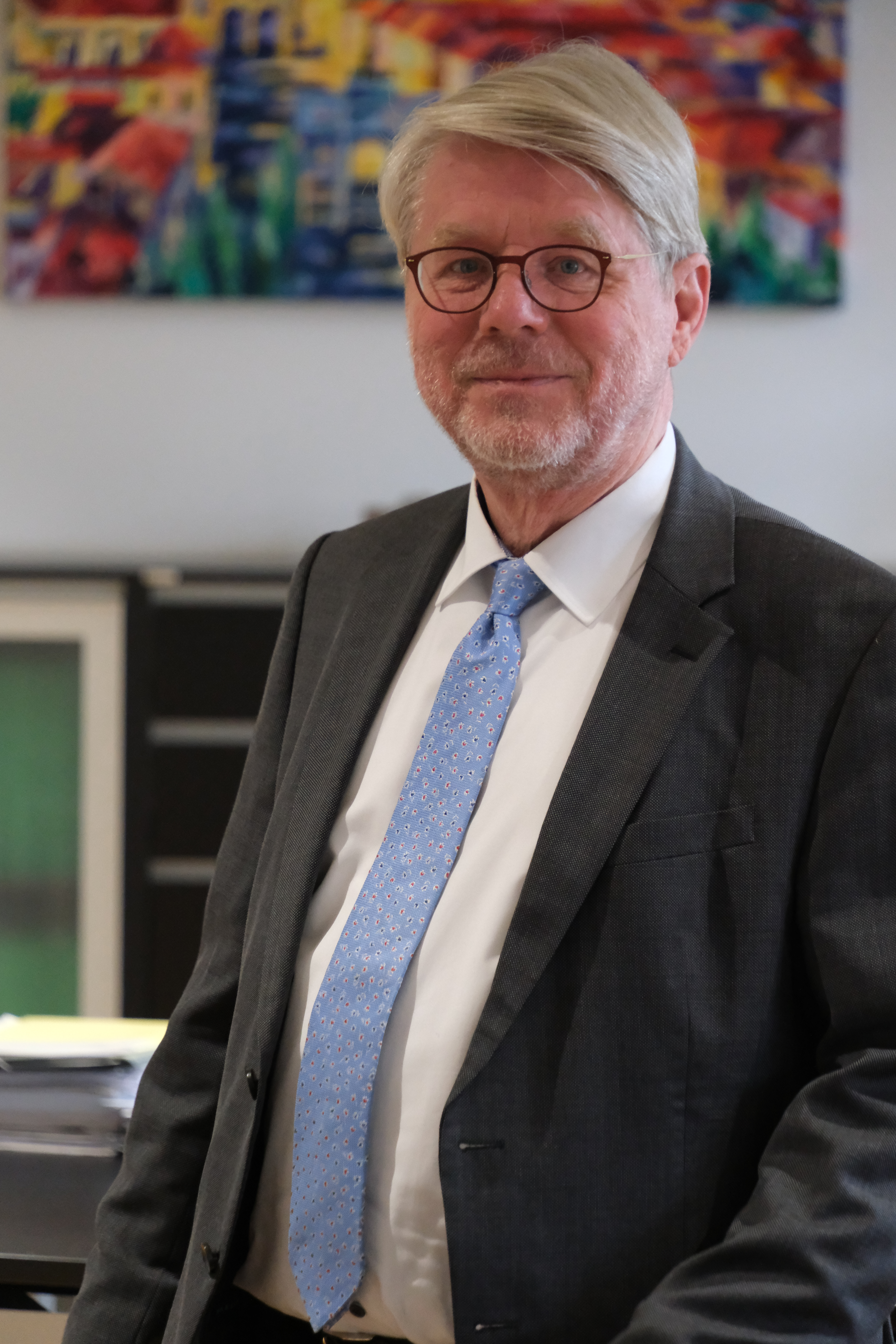
Hans-Eckhard Sommer (* 1961)

- Sommer, Hans-Eugen (1901–1952), deutscher Politiker (NSDAP), MdR
- Sommer, Hans-Joachim (* 1930), deutscher Fußballspieler
- Sommer, Hans-Jürg (* 1950), Schweizer Musiker und Komponist
- Sommer, Hans-Peter (* 1944), deutscher Politiker (CDU) und ehemaliger Landrat
- Sommer, Harald (1930–2010), deutscher Maler, Porzellanmaler und Kopist
- Sommer, Harald (1935–2021), österreichischer Schriftsteller
- Sommer, Heide (* 1940), deutsche Autorin, Lektorin und literarische Übersetzerin
- Sommer, Heinrich (1872–1918), deutscher römisch-katholischer Geistlicher und Pionier der Behindertenarbeit
- Sommer, Heinrich (1895–1967), saarländischer Politiker
- Sommer, Heinz (1894–1944), deutscher Widerstandskämpfer gegen den Nationalsozialismus
- Sommer, Heinz (* 1924), deutscher Berghauer und Mitglied der Volkskammer der DDR
- Sommer, Helene (1893–1988), deutsche Politikerin (CDU), MdBB
- Sommer, Helin Evrim (* 1971), türkisch-deutsche Politikerin (PDS, Die Linke, parteilos), MdB, MdA
- Sommer, Helmuth (1911–1993), deutscher Komponist und MusikpädagogeHelmuth Sommer (1911–1993)

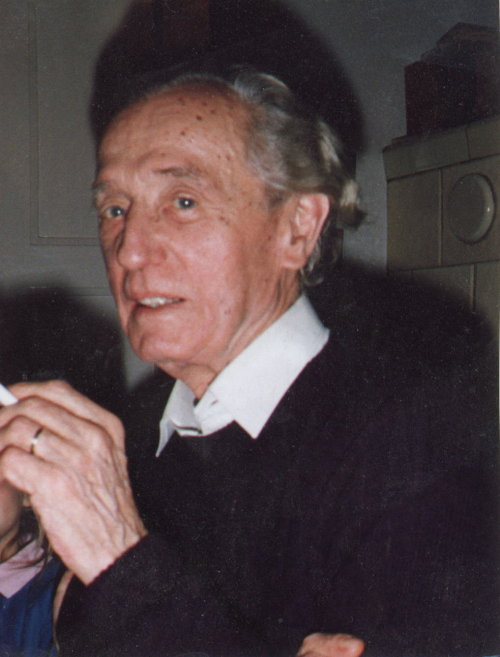
Helmuth Sommer (1911–1993)

- Sommer, Henning, deutscher Musiker, Komponist und Creative Director
- Sommer, Hermann (* 1882), deutscher Verwaltungsjurist und Richter
- Sommer, Hilde (* 1917), deutsche Diskuswerferin
- Sommer, Horst, deutscher Synchronsprecher

###### Sommer, I
- Sommer, Imke (* 1966), deutsche Juristin, Landesdatenschutzbeauftragte in Bremen, Präsidentin des Rechnungshofes Bremen
- Sommer, Ingeborg (1923–2001), deutsche Politikerin (SPD), MdL, Gewerkschafterin, Journalistin
- Sommer, Ingo (* 1942), deutscher Architekturhistoriker und Dozent
- Sommer, Inken (1937–2018), deutsche Schauspielerin, Hörspiel- und Synchronsprecherin und Drehbuchautorin
- Sommer, Isabella (* 1965), österreichische Instrumentalpädagogin und Musikwissenschafterin

###### Sommer, J
- Sommer, Jack (* 1934), australischer Radrennfahrer
- Sommer, Jakob (1893–1955), deutscher Politiker
- Sommer, Jakob Karl Ernst (1911–1981), deutscher methodistischer Bischof
- Sommer, Jannik (* 1991), deutscher Fußballspieler
- Sommer, Johann, kurfürstlicher Rat in Brandenburg, Protonotarius, Domherr, Propst von Berlin
- Sommer, Johann Christoph (1741–1802), deutscher Arzt und Hochschullehrer
- Sommer, Johann Friedrich (* 1684), deutscher Bildhauer
- Sommer, Johann Friedrich Joseph (1793–1856), Publizist, Herausgeber, Politiker und Jurist
- Sommer, Johann Georg (1634–1705), deutscher Mediziner
- Sommer, Johann Gottfried († 1848), böhmischer Autor und Herausgeber geographischer Bücher
- Sommer, Johann Wilhelm Ernst (1881–1952), evangelisch-methodistischer Bischof
- Sommer, Johannes (1542–1574), deutscher humanistischer Schriftsteller, Historiker und unitarischer Theologe
- Sommer, Johannes (1911–2006), deutscher Kunsthistoriker
- Sommer, Jörg (* 1881), deutscher Genre- und Landschaftsmaler der Düsseldorfer Schule
- Sommer, Jörg (* 1963), deutscher Kinder- und Jugendbuchautor
- Sommer, Josef (1877–1951), deutscher Pädagoge und Heimatforscher
- Sommer, Josef (* 1934), deutschamerikanischer Schauspieler
- Sommer, Josef Daniel (1886–1979), deutscher Bildhauer
- Sommer, Josef Heinrich (1888–1946), österreichischer Politiker (CSP/ÖVP)
- Sommer, Juergen (* 1969), US-amerikanischer Fußballtorhüter
- Sommer, Julian (* 1998), deutscher SchlagersängerJulian Sommer (* 1998)

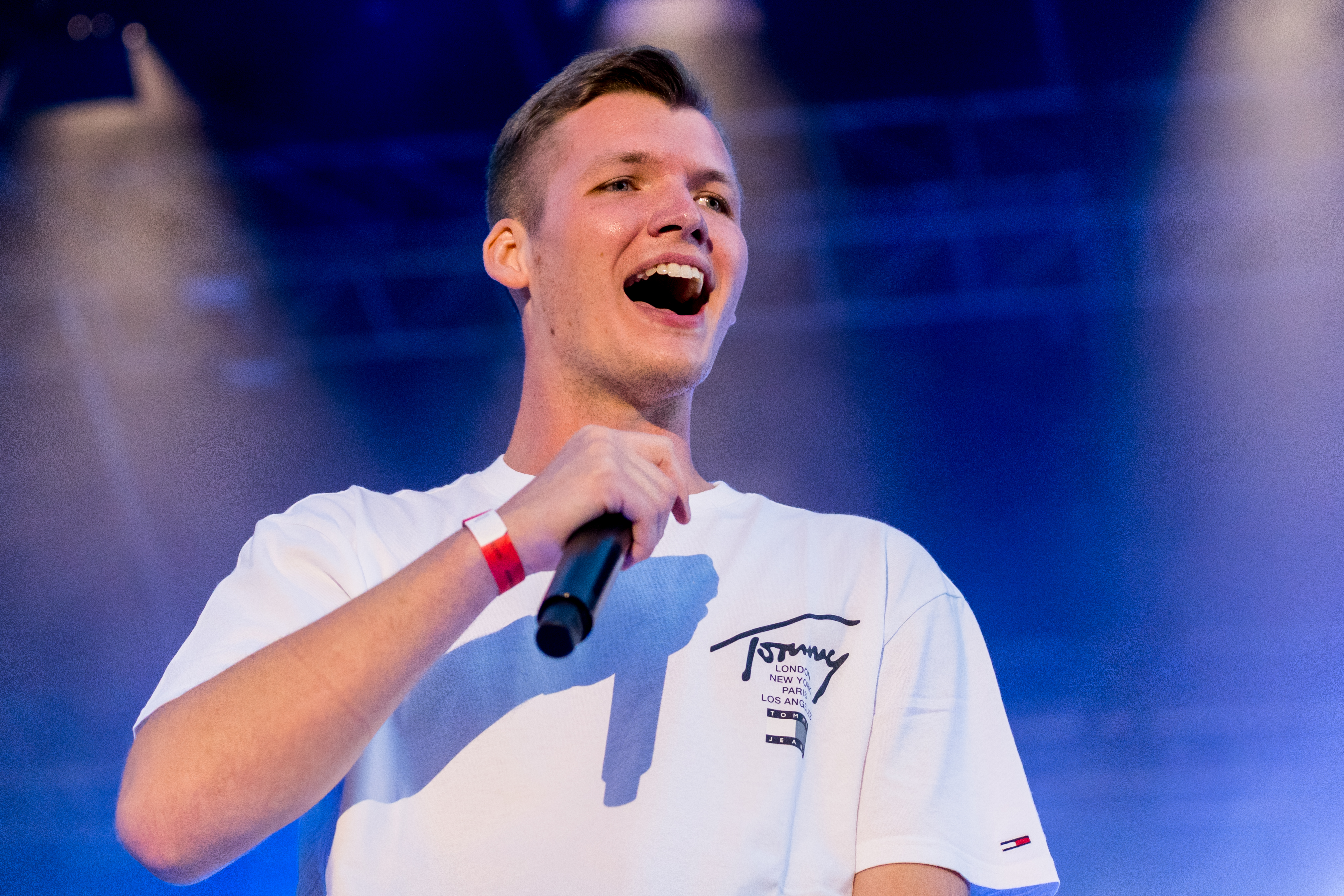
Julian Sommer (* 1998)

- Sommer, Julius (1871–1943), deutscher Mathematiker

###### Sommer, K
- Sömmer, Karl (1885–1974), volkstümlicher Kasseler Mundartdichter
- Sommer, Karl (1905–1943), deutscher Maler, insbesondere zur Zeit des Nationalsozialismus
- Sommer, Karl (1906–1949), deutscher Arbeiter, Todesopfer an der innerdeutschen Grenze
- Sommer, Karl (* 1915), deutscher SS-Führer und Verurteilter der Nürnberger Prozesse
- Sommer, Karl (* 1932), deutscher Agrarwissenschaftler
- Sommer, Karl (* 1943), deutscher Verfahrenstechniker, Universitätsprofessor
- Sommer, Karl, österreichischer Basketballfunktionär
- Sommer, Karl F. (* 1895), deutsch-österreichischer Filmkaufmann, Produzent, Produktions- und Herstellungsleiter
- Sommer, Karl Friedrich (1830–1867), deutscher Maler
- Sommer, Karl Julius (1883–1962), deutscher Komponist und Musikschriftsteller
- Sommer, Karlheinz (1907–1989), deutscher Gynäkologe
- Sommer, Katrin (* 1971), deutsche Chemiedidaktikerin
- Sommer, Kevin (* 1989), französischer Fußballspieler
- Sommer, Klaus (1927–1994), deutscher Numismatiker
- Sommer, Klaus (1943–1999), deutscher Schlagersänger
- Sommer, Kostas (* 1975), griechisch-deutscher Schauspieler

###### Sommer, L
- Sommer, Lauri (* 1973), estnischer Dichter, Literaturwissenschaftler, Übersetzer und Musiker
- Sommer, Leon (* 2001), deutscher Fußballspieler
- Sommer, Lina (1862–1932), Kinderbuchautorin und MundartdichterinLina Sommer (1862–1932)

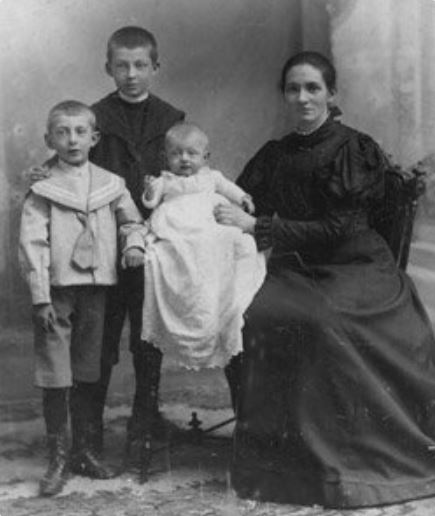
Lina Sommer (1862–1932)

- Sommer, Linde (1925–2002), deutsche Schauspielerin, Synchron- und Hörspielsprecherin
- Sommer, Louise († 1964), österreichische Wirtschaftswissenschaftlerin
- Sommer, Luise Maria (* 1955), österreichische Pädagogin, Gedächtnissportlerin und Keynote-Speakerin
- Sommer, Luke (* 1985), US-amerikanischer Baseballspieler

###### Sommer, M
- Sommer, Manfred (1932–2011), deutscher Leiter des Zentralen Operativstabs der DDR-Staatssicherheit
- Sommer, Manfred (1933–2007), spanischer Comic-Zeichner und Illustrator
- Sommer, Manfred (1945–2023), deutscher Informatiker
- Sommer, Manfred (* 1945), deutscher Philosoph und Hochschullehrer
- Sommer, Manfred (* 1948), deutscher Wirtschaftsinformatiker
- Sommer, Marc Oliver (* 1962), deutscher Manager
- Sommer, Margarete (1893–1965), katholische Sozialarbeiterin, Gerechte unter den Völkern
- Sommer, Marianne (* 1971), Schweizer Kulturwissenschaftlerin
- Sommer, Martha (1863–1944), Schweizer Ärztin
- Sommer, Martin (1915–1988), deutscher Aufseher im KZ Buchenwald und SS-HauptscharführerMartin Sommer (1915–1988)

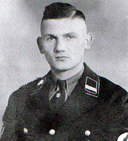
Martin Sommer (1915–1988)

- Sommer, Martin (* 1964), deutscher Kommunalpolitiker (parteilos) und Landrat des Kreises Steinfurt
- Sommer, Marvin (* 1991), deutscher Handballspieler
- Sommer, Matthias (* 1991), deutscher Bobfahrer
- Sommer, Maximilian (1846–1925), preußischer General der Infanterie
- Sommer, Michael, deutscher Segelflieger
- Sommer, Michael (1952–2025), leitender DGB-Funktionär
- Sommer, Michael (* 1964), deutscher Ultramarathonläufer
- Sommer, Michael (* 1968), deutscher Fußballspieler
- Sommer, Michael (* 1970), deutscher Althistoriker
- Sommer, Michael (* 1976), deutscher Autor, Regisseur, Dramaturg und Literaturwissenschaftler
- Sommer, Michael (* 1996), österreichischer Politiker (FPÖ) und Unternehmer
- Sommer, Michael Christian (1785–1868), deutscher Großkaufmann und Insektenhändler

###### Sommer, N
- Sommer, Nele (* 1990), deutsche Schauspielerin
- Sommer, Nico (* 1983), deutscher Filmregisseur, Filmeditor und Filmproduzent
- Sommer, Niklas-Wilson (* 1998), deutscher FußballspielerNiklas-Wilson Sommer (* 1998)

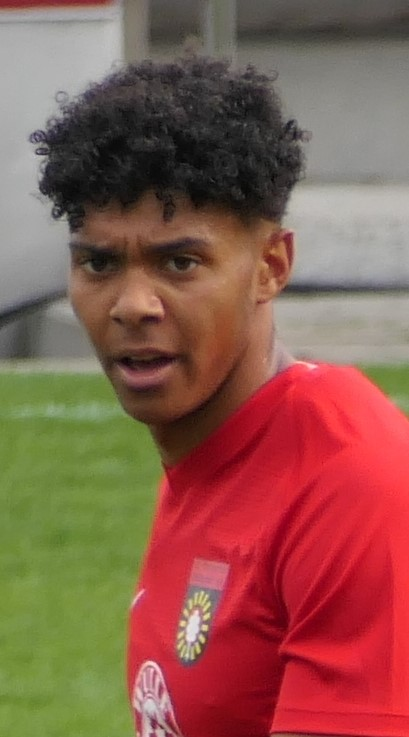
Niklas-Wilson Sommer (* 1998)

- Sommer, Nikolai Iwanowitsch (1824–1847), russischer Sinologe

###### Sommer, O
- Sommer, Oliver (* 1963), deutscher Regisseur und Musikproduzent
- Sommer, Oskar (1840–1894), deutscher Architekt
- Sommer, Otto (1891–1940), deutscher Politiker (NSDAP), MdR, Jurist und SA-Führer
- Sommer, Otto (1905–1995), deutscher Fußballspieler

###### Sommer, P
- Sommer, Pascal (* 1992), Schweizer Skispringer
- Sommer, Patrick (* 1970), deutscher Redakteur, Moderator und Nachrichtensprecher
- Sommer, Paul (1860–1934), deutscher Jurist und Politiker
- Sommer, Paul (1864–1945), deutscher Lehrer und Politiker (FVp), MdR, MdL
- Sommer, Paul (1917–1983), deutscher römisch-katholischer Geistlicher, Großdechant und Visitator der Grafschaft Glatz
- Sommer, Paul (* 1952), deutscher Eishockeyspieler und -trainer
- Sommer, Peter (1907–1978), deutscher Oberst, Funktionär und Gewerkschafter der Fischerei
- Sommer, Peter (1926–1999), Schweizer Lehrer, Kulturhistoriker, Sprachforscher und Schriftsteller
- Sommer, Peter (1957–2018), deutscher Fußballspieler
- Sommer, Peter (* 1974), dänischer Musiker
- Sommer, Philipp (* 1987), deutscher Schauspieler
- Sommer, Piotr (* 1948), polnischer Lyriker, Literaturkritiker und Übersetzer

###### Sommer, R
- Sommer, Ralf (* 1961), deutscher Elektroingenieur
- Sommer, Ralf J. (* 1963), deutscher Biologe
- Sommer, Raphael (* 1989), Schweizer Komponist und Musiker
- Sommer, Raymond (1906–1950), französischer Autorennfahrer
- Sommer, Reinhard (* 1921), deutscher Politiker (SED) und Gewerkschaftsfunktionär, Abgeordneter der Volkskammer der DDR
- Sommer, Renate (* 1958), deutsche Politikerin (CDU), MdEP
- Sommer, René (1951–2009), Schweizer Elektronikingenieur
- Sommer, René (* 1954), Schweizer Heilpädagoge und Dichter
- Sommer, Rich (* 1978), US-amerikanischer SchauspielerRich Sommer (* 1978)

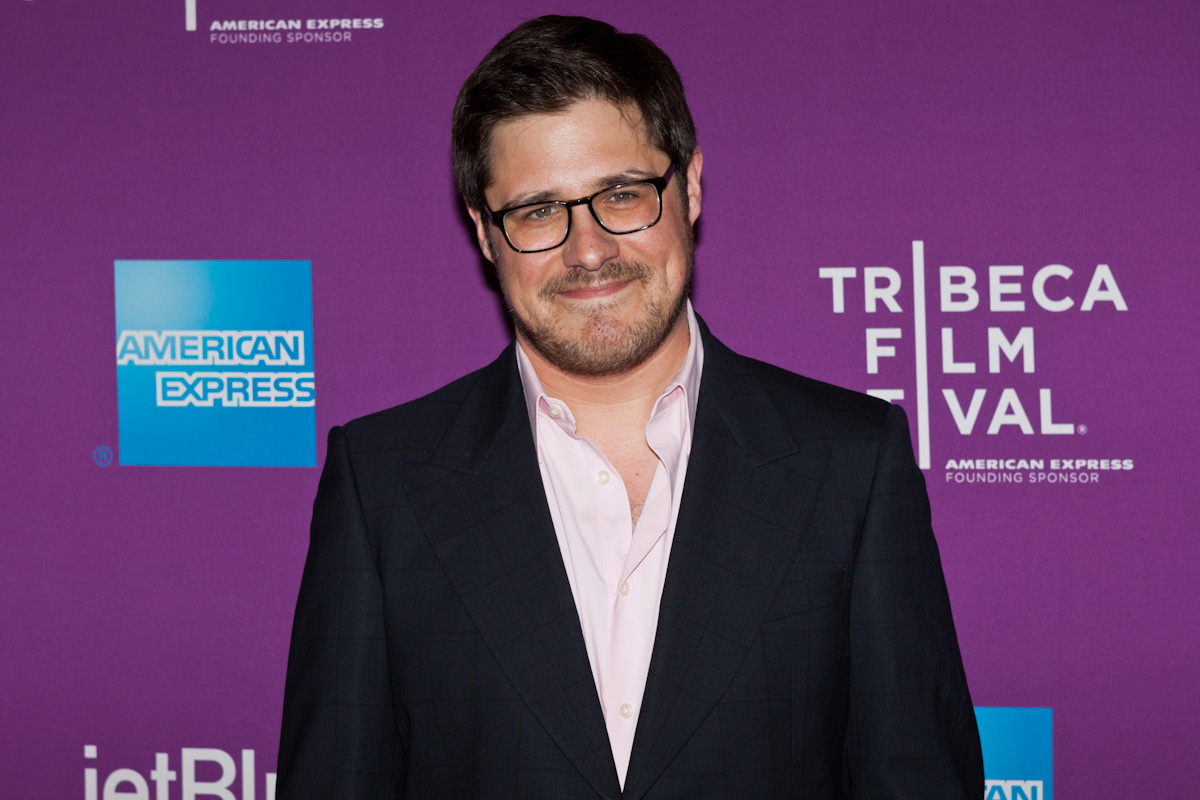
Rich Sommer (* 1978)

- Sommer, Robert (1864–1937), deutscher Psychiater und Hochschullehrer
- Sommer, Robert (1883–1956), deutscher Verwaltungsjurist und Regierungspräsident
- Sommer, Robert (1887–1957), deutscher Meister im Fechten, Motorsportler, Erfinder
- Sommer, Robert (1894–1957), deutscher Betriebsleiter und Politiker (LDPD), MdV
- Sommer, Robert (* 1951), österreichischer Schriftsteller und Journalist
- Sommer, Robert (* 1974), deutscher Kulturwissenschaftler und Historiker
- Sommer, Rolf (1920–1980), deutscher Fußballspieler
- Sommer, Ron (* 1949), österreichischer ManagerRon Sommer (* 1949)

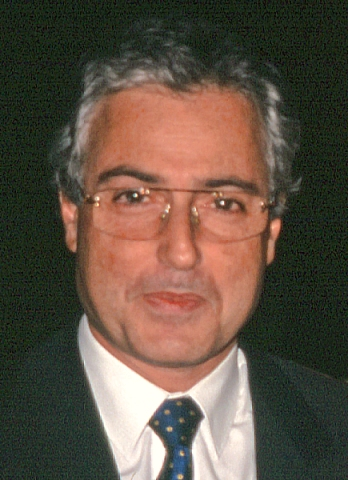
Ron Sommer (* 1949)

- Sommer, Roy (* 1957), US-amerikanischer Eishockeyspieler und -trainer
- Sommer, Rudolf (1872–1919), österreichischer Politiker (DnP), Abgeordneter zum Nationalrat
- Sommer, Rudolf (* 1877), deutscher Diplomat
- Sommer, Rudolf (1923–2013), österreichischer Politiker (ÖVP), Mitglied des Bundesrates
- Sommer, Ryan (* 1993), kanadischer Bobfahrer

###### Sommer, S
- Sommer, Sascha (* 1984), deutscher Radiomoderator und Radiosprecher
- Sommer, Sebastian (* 1994), deutscher Ministerialbeamter und Mitglied des Hessischen Landtags (CDU)
- Sommer, Sebastian Adam Karl (1796–1865), deutscher Pfarrer und Schriftsteller
- Sommer, Siegfried (1914–1996), deutscher Schriftsteller und Journalist
- Sommer, Siegfried (1925–2003), deutscher Politiker (SED)
- Sommer, Siegfried (* 1950), deutscher Fußballspieler
- Sommer, Silke, deutsche Kostümbildnerin
- Sommer, Silvia (* 1944), österreichische Komponistin und Pianistin
- Sommer, Simon (* 1990), österreichischer Fußballspieler
- Sommer, Simone (* 1967), deutsche Biologin und Professorin für Evolutionsökologie und Naturschutzgenomik
- Sommer, Stefan (* 1963), deutscher Manager
- Sommer, Stefan (* 1968), deutscher Kameramann
- Sommer, Stella (* 1987), deutsche Sängerin, Songwriterin und Musikerin
- Sommer, Susanne (* 1960), deutsche Regionalhistorikerin und Museumsleiterin

###### Sommer, T
- Sommer, Talia (* 2004), israelische Fußballspielerin
- Sommer, Theo (1930–2022), deutscher Historiker und PublizistTheo Sommer (1930–2022)

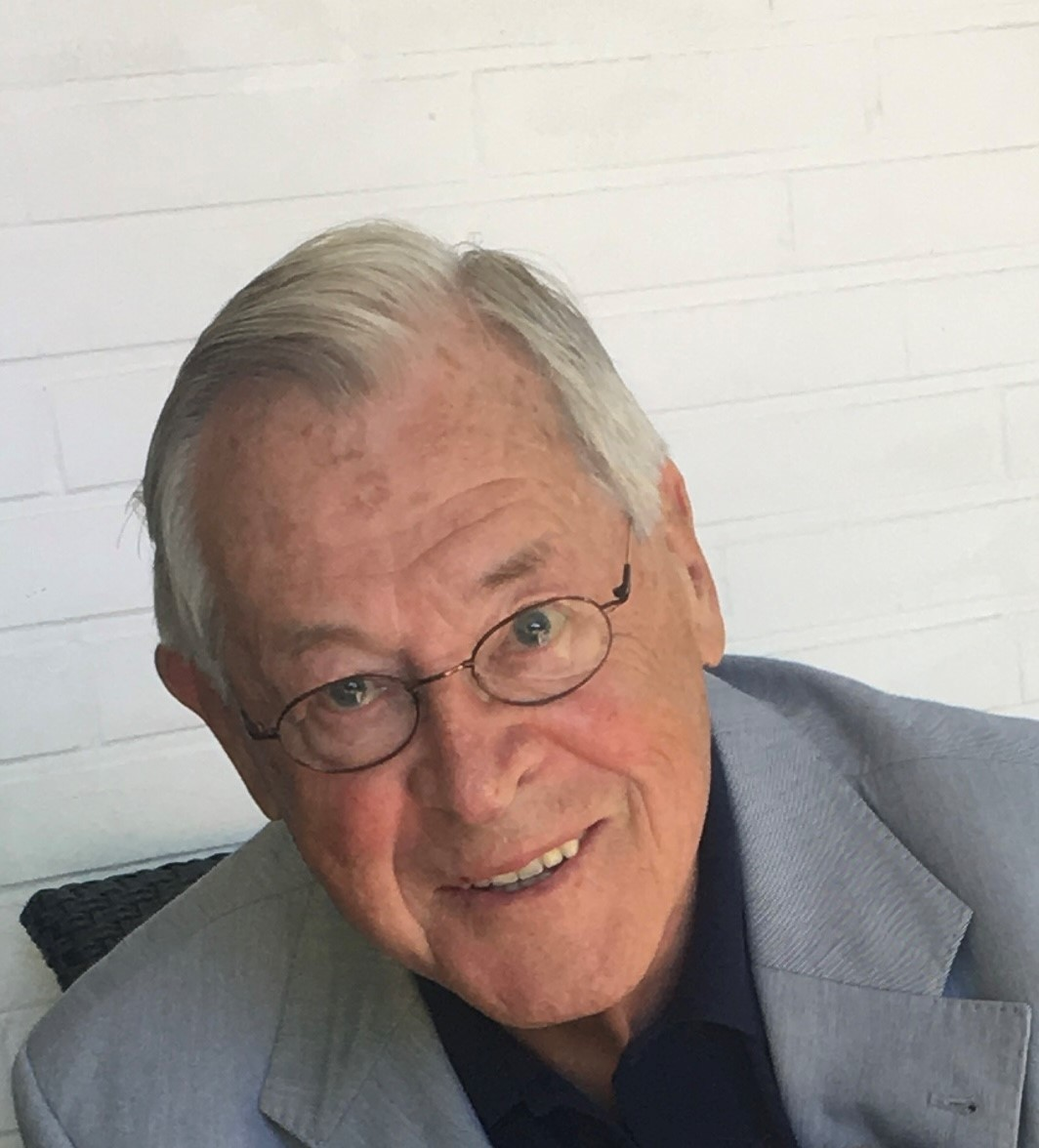
Theo Sommer (1930–2022)

- Sommer, Tim (* 1968), deutscher Journalist, Chefredakteur der Zeitschrift art – Das Kunstmagazin
- Sommer, Tobias (* 1978), deutscher Schriftsteller
- Sommer, Torsten (* 1971), deutscher Kaufmann und Politiker (PIRATEN), MdL
- Sommer, Traut (1922–2004), deutsche Lehrerin und Autorin

###### Sommer, U
- Sommer, Ulf Leo (* 1970), deutscher Musikproduzent und Songwriter
- Sommer, Ulrich (* 1952), deutscher Fachanwalt für Strafrecht
- Sommer, Ulrich (* 1952), österreichischer Ökologe und Meeresbiologe
- Sommer, Ulrike (* 1957), deutsche Journalistin und Politikerin (SPD)
- Sommer, Ulrike (* 1959), deutsche Leichtathletin

###### Sommer, V
- Sommer, Vladimír (1921–1997), tschechischer Komponist
- Sommer, Volker (* 1954), deutscher AnthropologeVolker Sommer (* 1954)

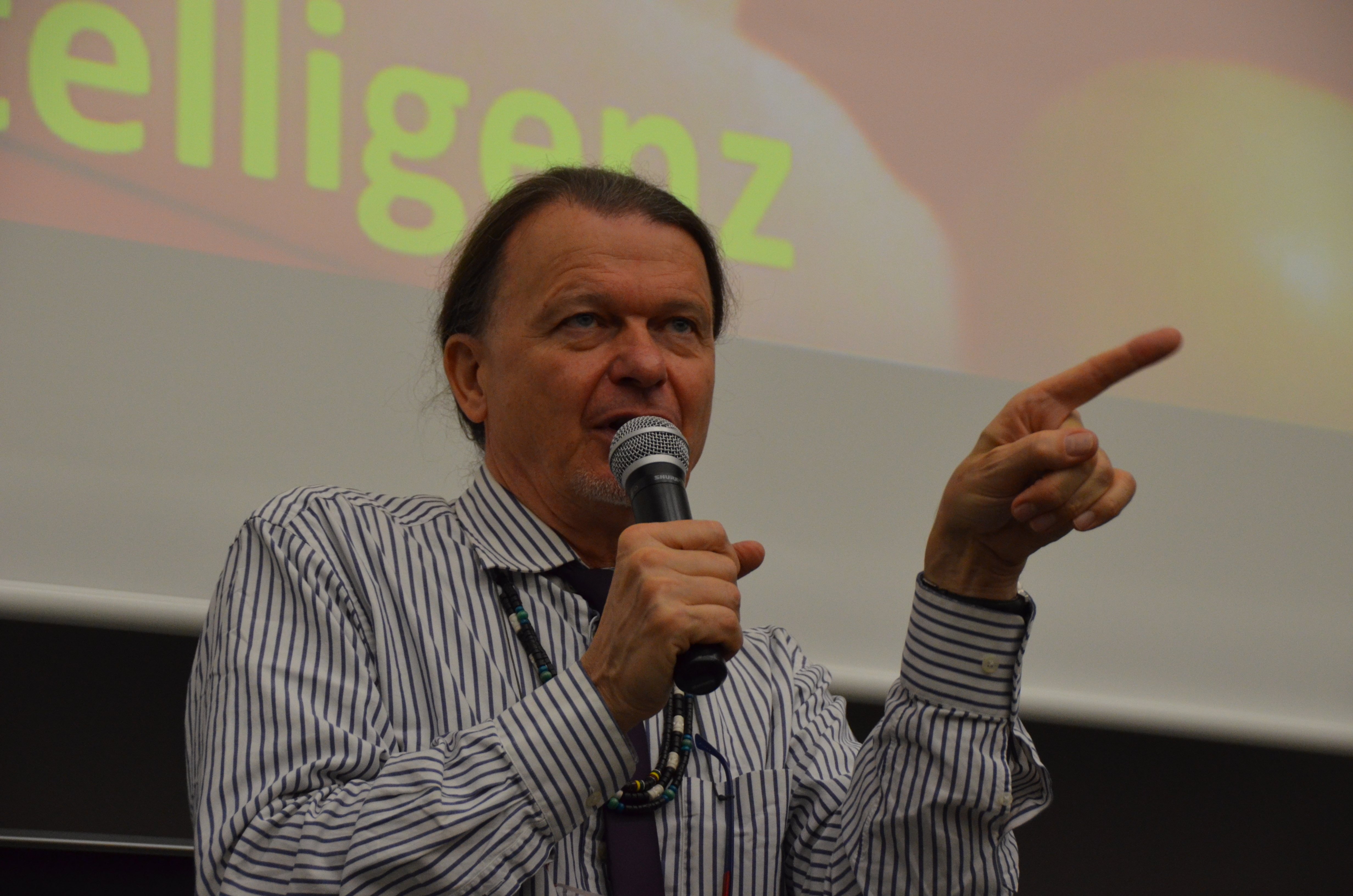
Volker Sommer (* 1954)

###### Sommer, W
- Sommer, Walter (1887–1985), deutscher Germanen- und Runenforscher, Veganer
- Sommer, Walter (* 1903), deutscher Politiker (NSDAP), MdR
- Sommer, Walter (1905–1989), deutscher Richter und Ministerialbeamter, Oberbürgermeister von Kaiserslautern
- Sommer, Walter (1908–1972), deutscher Architekt
- Sommer, Walter Willy (* 1951), Schweizer Jurist und Politiker (FDP)
- Sommer, Walther (1893–1946), deutscher Jurist in der Partei-Kanzlei der NSDAP
- Sommer, Wilhelm (1852–1900), Psychiater, Neurologe, Anthropologe und Pathologe
- Sommer, Wilhelm (1891–1971), deutscher Verwaltungsbeamter und Regierungspräsident
- Sommer, Willy (1925–2001), Schweizer Fussballspieler und Fussballtrainer
- Sommer, Wolfgang (* 1939), deutscher Theologe, Professor für Kirchengeschichte an der Augustana-Hochschule Neuendettelsau

###### Sommer, Y
- Sommer, Yann (* 1988), Schweizer FussballtorhüterYann Sommer (* 1988)

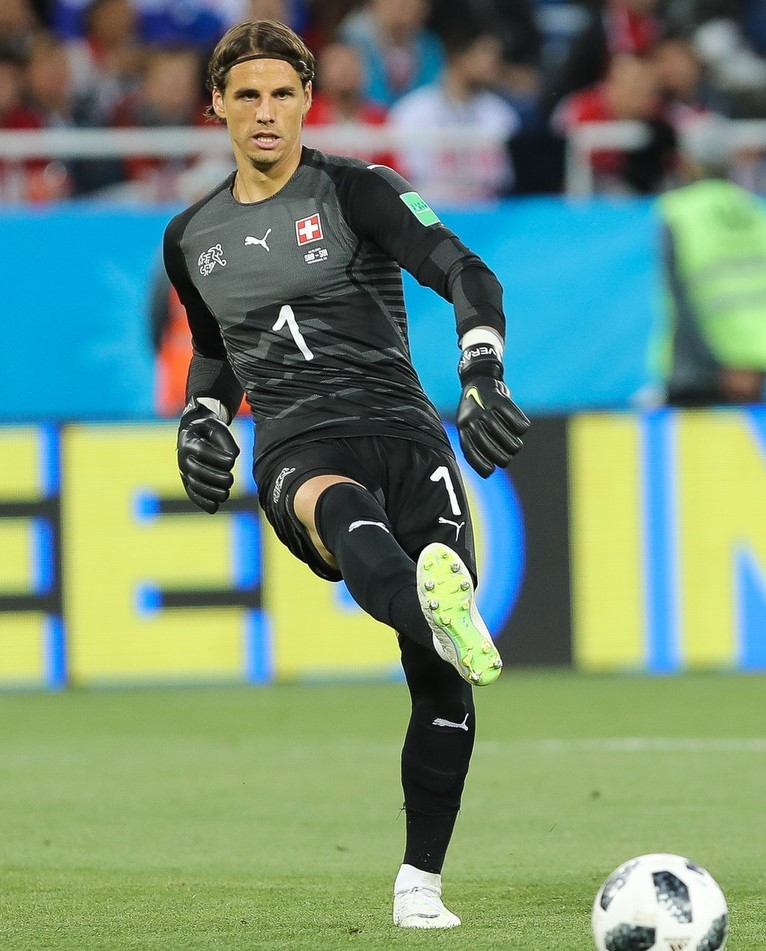
Yann Sommer (* 1988)

###### Sommer-B
- Sommer-Bodenburg, Angela (* 1948), deutsche Kinderbuchautorin

###### Sommer-H
- Sommer-Himmel, Roswitha (* 1966), deutsche Sozialpädagogin

###### Sommer-L
- Sommer-Landgraf, Charlotte (1928–2006), deutsche Bildhauerin und Grafikerin
- Sommer-Leypold, Rose (1909–2003), deutsche Malerin

###### Sommer-S
- Sommer-Sieghart, Monika (* 1974), österreichische Historikerin und Kuratorin

###### Sommera
- Sommerau Beeckh, Maximilian Joseph Gottfried von (1769–1853), Erzbischof von Olmütz; Kardinal der Römisch-katholischen Kirche
- Sommerauer, Adolf (1909–1995), deutscher Fernsehpfarrer
- Sommerauer, Hubert (* 1957), österreichischer Maler und Grafiker
- Sommerauer, Moritz (* 1992), österreichischer Fußballspieler
- Sommerauer, Peter (* 1966), österreichischer Architekt, Designer und bildender Künstler

###### Sommerb
- Sommerbrodt, Julius (1813–1903), deutscher Klassischer Philologe

###### Sommere
- Sommerer, Amaryllis (* 1954), österreichische Autorin
- Sommerer, Bruno (1907–1973), deutscher Gewerkschafter
- Sommerer, Christa (* 1964), österreichische Medienkünstlerin und Hochschullehrerin
- Sommerer, Peter (* 1976), österreichischer Dirigent
- Sommerer, Thomas (* 1977), deutscher Politikwissenschaftler
- Sommerer, Uwe (* 1954), deutscher Fußballspieler
- Sommerey, Karl (1897–1966), deutscher Vertriebenenfunktionär und Politiker (FDP), MdL

###### Sommerf
- Sommerfeld und Falkenhayn, Allwiel von (1824–1905), preußischer Generalleutnant
- Sommerfeld, Adolf (1870–1943), deutscher Schriftsteller, Dramaturg, Drehbuchautor und Filmregisseur
- Sommerfeld, Adolf (1886–1964), deutscher Bauunternehmer
- Sommerfeld, Alfred (1928–2000), deutscher Politiker (CDU)
- Sommerfeld, Andreas von († 1682), kurbrandenburgischer Generalmajor
- Sommerfeld, Arnold (1868–1951), deutscher PhysikerArnold Sommerfeld (1868–1951)

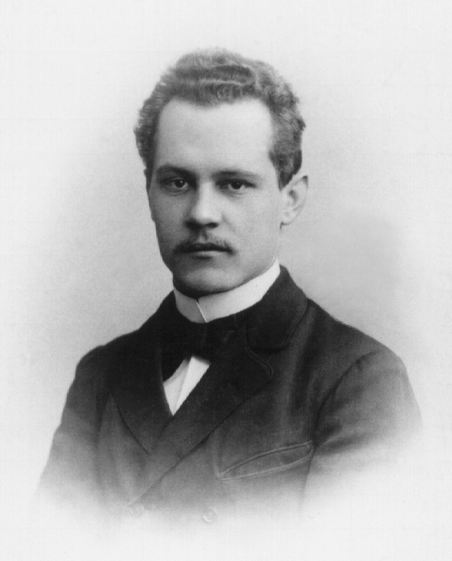
Arnold Sommerfeld (1868–1951)

- Sommerfeld, August von (1783–1857), preußischer Generalmajor
- Sommerfeld, Axel (* 1967), deutscher Tonregisseur und ehemaliger Kinderdarsteller
- Sommerfeld, Clemens, deutscher American-Football-Spieler
- Sommerfeld, Dirk (* 1960), deutscher Handballspieler
- Sommerfeld, Egon (1930–2014), deutscher Politiker (DVU), MdL
- Sommerfeld, Elias Daniel von (1681–1742), Weihbischof in Breslau
- Sommerfeld, Erdmute (* 1943), deutsche Kognitionspsychologin und Hochschullehrerin (Theoretische Psychologie)
- Sommerfeld, Ernst von (1758–1825), preußischer Capitain, Landrat und Landschaftsdirektor
- Sommerfeld, Ernst von (1795–1863), preußischer Generalmajor und Chef der Abteilung für das Invalidenwesen im Kriegsministerium
- Sommerfeld, Ernst von (1850–1917), preußischer Generalmajor
- Sommerfeld, Franz (* 1949), deutscher Studentenfunktionär, Autor, Journalist und Manager
- Sommerfeld, Friedrich Sigmund von († 1800), preußischer Oberst und Regimentschef
- Sommerfeld, Friedrich Wilhelm von (1724–1796), preußischer Hauptmann und Landrat
- Sommerfeld, Georg Friedrich von (1687–1760), königlich großbritannischer und kurbraunschweiger General der Infanterie, Chef der Garde zu Fuß sowie Gouverneur von Hannover
- Sommerfeld, Gustav von (1837–1905), preußischer Generalmajor
- Sommerfeld, Hans von (1888–1961), deutscher Generalleutnant der Wehrmacht
- Sommerfeld, Hans-Joachim (1914–1995), deutscher SS-Obersturmführer und Teilkommandoführer des Sonderkommandos 4b der Einsatzgruppe C
- Sommerfeld, Heinrich (1884–1950), deutscher Wirtschaftswissenschaftler
- Sommerfeld, Helga (1941–1991), deutsche Schauspielerin
- Sommerfeld, Horst (1930–2025), deutscher Politiker (SPD), MdL
- Sommerfeld, Hugo von (1833–1912), preußischer Verwaltungsbeamter und Regierungspräsident
- Sommerfeld, Klaus (* 1953), deutscher Schriftsteller, Regisseur, Schauspieler und Maler
- Sommerfeld, Marcus (* 1983), deutsch-kanadischer Eishockeyspieler
- Sommerfeld, Martin (1894–1939), deutscher Literaturwissenschaftler
- Sommerfeld, Max (1905–1967), deutscher Politiker (SPD), MdL
- Sommerfeld, Nirit (* 1961), deutsch-israelische Schauspielerin, Sängerin und Aktivistin
- Sommerfeld, Oskar (1885–1973), Kunstmaler
- Sommerfeld, Otmar (1929–2008), deutscher Fußballspieler
- Sommerfeld, Otto (1856–1920), preußischer Generalmajor
- Sommerfeld, Sara (* 1977), schwedische Schauspielerin
- Sommerfeld, Senta (1921–2018), deutsche Theater- und Filmschauspielerin
- Sommerfeld, Simon (* 1983), deutscher American-Football-Spieler
- Sommerfeld, Stella (* 1994), deutsche Synchronsprecherin
- Sommerfeld, Walter (* 1951), deutscher Altorientalist
- Sommerfeld, Wilhelm von (1801–1871), preußischer Generalleutnant
- Sommerfeld, Willy (1904–2007), deutscher Stummfilmpianist
- Sommerfeld-Lethen, Caroline (* 1975), deutsche neurechte AutorinCaroline Sommerfeld-Lethen (* 1975)

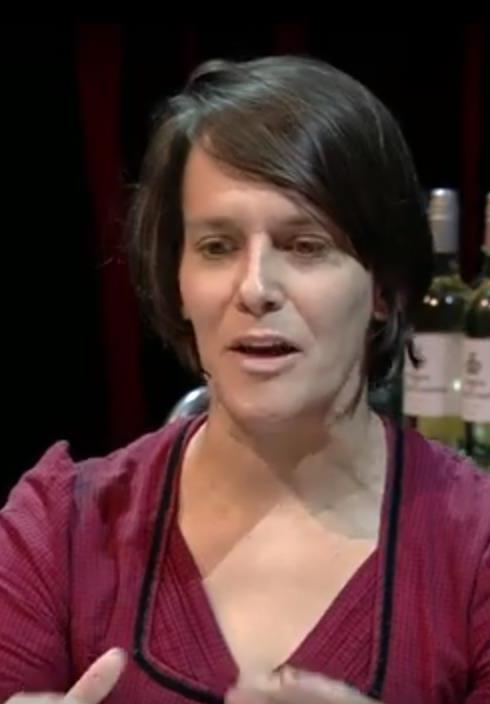
Caroline Sommerfeld-Lethen (* 1975)

- Sommerfeld-Stur, Irene, österreichische Populationsgenetikerin
- Sommerfeldt, Atle (* 1951), norwegischer lutherischer Geistlicher und Theologe, Bischof von Borg
- Sommerfeldt, Carl Christian von (1650–1711), braunschweig-lüneburgischer Generalfeldzeugmeister
- Sommerfeldt, Gustav (1865–1939), deutscher Historiker und Lehrer
- Sommerfeldt, Holger, deutscher Wirtschaftsingenieur und Hochschulrektor
- Sommerfeldt, John R. (1933–2023), US-amerikanischer Mittelalterhistoriker und Hochschullehrer
- Sommerfeldt, Karl-Ernst (1926–2015), deutscher Germanist, Hochschullehrer, Sprachhistoriker
- Sommerfeldt, Lisa (* 1976), deutsche Schauspielerin, Autorin und Sprecherin
- Sommerfeldt, Martin (1899–1969), deutscher Journalist und Staatsbeamter
- Sommerfeldt, Mike Zaka (* 1964), deutscher Schauspieler und Regisseur
- Sommerfeldt, Øistein (1919–1994), norwegischer Komponist, Pianist, Musikkritiker und Schriftsteller
- Sommerfeldt, René (* 1974), deutscher Skilangläufer
- Sommerfeldt, Sara (* 1976), deutsche SchauspielerinSara Sommerfeldt (* 1976)

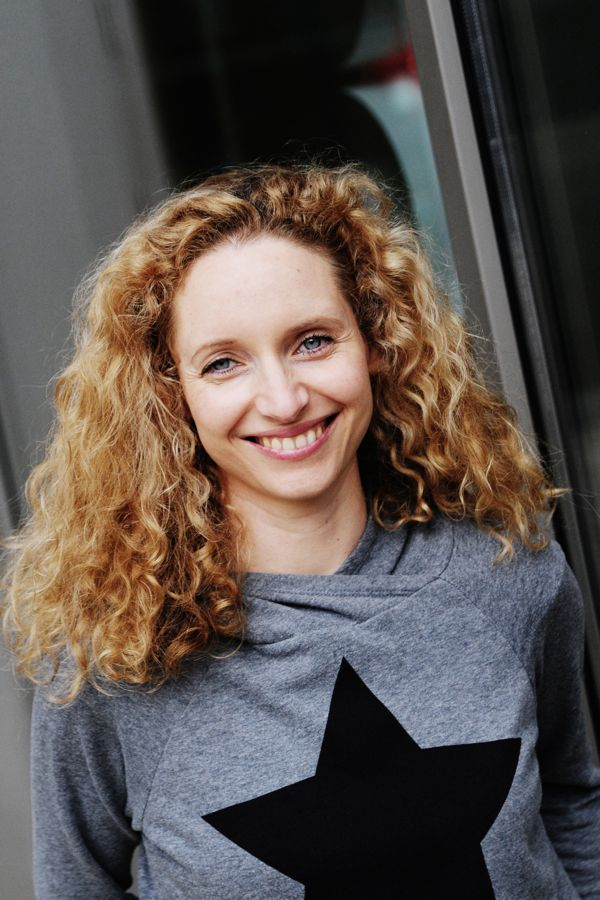
Sara Sommerfeldt (* 1976)

- Sommerfeldt, Tristan (* 2004), deutscher Nordischer Kombinierer
- Sommerfelt, Aimée (1892–1975), norwegische Schriftstellerin

###### Sommerh
- Sommerhalder, Benjamin (* 1977), Schweizer Grafiker, Verlagsgründer und Illustrator
- Sommerhalder, Christian (* 1969), Schweizer Musiker und Komponist
- Sommerhalder, Giuliano (* 1985), Schweizer Trompeter
- Sommerhalder, Jens-Jörn (* 1994), Schweizer Unihockeyspieler
- Sommerhalder, Max (* 1947), deutscher Trompeter sowie Hochschullehrer
- Sommerhalder, Ruedi (* 1947), Schweizer Künstler
- Sommerhoff, Martin (* 1956), deutscher Kabarettist und Liedermacher
- Sommerhoff, Paul (1929–2014), deutscher Generalleutnant der Bundeswehr
- Sommerhuber, Emy (1898–1958), österreichische Malerin und Pianistin

###### Sommeri
- Sommerich, Otto Charles (1877–1968), US-amerikanischer Anwalt
- Sömmering, Philipp († 1575), deutscher Alchemist

###### Sommerk
- Sommerkamp, August Detlev (1891–1972), deutscher Amtsgerichtsdirektor und Fernsehrichter
- Sommerkamp-Homann, Sabine (* 1952), deutsche Philologin, Journalistin, Autorin und Konsulin
- Sommerkorn, Klaus (1941–2010), deutscher Politiker (SPD), MdL
- Sommerkorn-Abrahams, Ingrid (* 1936), deutsche Soziologin

###### Sommerl
- Sommerlad, Bernhard (1905–1979), deutscher Journalist, Verlagsbuchhändler, Historiker und Schriftsteller
- Sommerlad, Ernst (1895–1977), deutscher Architekt
- Sommerlad, Ralf (1952–2015), deutscher Artenschützer, Autor und Naturfotograf
- Sommerlad, Theo (1869–1940), deutscher Historiker
- Sommerlath, Ernst (1889–1983), deutscher protestantischer Theologe
- Sommerlath, Walther (1901–1990), deutscher Geschäftsmann und Unternehmer
- Sommerlatt, Kurt (1928–2019), deutscher Fußballspieler und -trainer
- Sommerlatte, Hartmann (1907–1987), preußischer Landrat
- Sommerlatte, Horst (* 1940), deutscher Hochschullehrer für Industrie-Design an der Kunsthochschule der Universität Kassel
- Sommerlatte, Louis (1813–1862), deutscher Kaufmann
- Sommerlatte, Tom (* 1938), deutscher Unternehmensberater
- Sommerlatte, Tom (* 1985), deutscher Schauspieler und Regisseur
- Sommerlatte, Ulrich (1914–2002), deutscher Komponist, Arrangeur und Dirigent
- Sommerlund, Maja (* 1974), dänische Handballspielerin und -trainerin

###### Sommerm
- Sommermann, Karl-Peter (* 1956), deutscher Rechtswissenschaftler und Hochschullehrer
- Sommermeyer, Horst (* 1938), deutscher Konteradmiral
- Sommermeyer, Katharina († 1698), letzte in Braunschweig als „Hexe“ verurteilte und hingerichtete Frau
- Sommermeyer, Regina (* 1952), deutsche Dokumentarfilm-Regisseurin

###### Sommern
- Sommernat, Arnold, deutscher Rechtswissenschaftler und Syndicus der Hansestadt Lübeck

###### Sommerr
- Sommerreisser, Edmar (1913–1981), deutscher römisch-katholischer Ordensmann, Missionar und Märtyrer

###### Sommers
- Sommers, Andreas (* 1964), Autor und Youtuber
- Sommers, Denise (* 1969), niederländische Squashspielerin
- Sommers, Erik, US-amerikanischer Drehbuchautor
- Sommers, Hajo (* 1958), deutscher Fußballfunktionär
- Sommers, Joanie (* 1941), US-amerikanische Sängerin und Schauspielerin
- Sommers, Stephen (* 1962), US-amerikanischer Filmproduzent, Drehbuchautor und Regisseur
- Sommersberg, Eva Maria (* 1986), deutsche Theaterschauspielerin
- Sommerschuh, Dietrich (1935–2022), bayerischer Kommunalpolitiker (SPD), Landrat des Landkreises Fürth
- Sommerschuh, Ernst (1844–1905), deutscher Architekt und Baumeister
- Sommerschuh, Hartmut (* 1951), deutscher Umweltjournalist, Autor und Regisseur
- Sommerschuh, Jens-Uwe (* 1959), deutscher Schriftsteller
- Sommerschuh, Peter (1936–2023), deutscher Eishockeyspieler und -schiedsrichter (DDR)
- Sommerstorff, Otto (1859–1934), österreichischer Schauspieler und Autor

###### Sommert
- Sommert, Ernst Hermann (1887–1945), österreichischer Schriftsteller
- Sommert, Hans (1847–1923), sudetendeutscher, österreichischer Schriftsteller, Germanistik-Professor, Schulrat und Dichter
- Sommertag, Waldemar Stanisław (* 1968), polnischer Geistlicher, römisch-katholischer Erzbischof und Diplomat des Heiligen Stuhls

###### Sommerv
- Sommerville, Ian (* 1951), schottischer Informatiker und Universitätsprofessor
- Sommerville, Maxwell (1829–1904), US-amerikanischer Gemmensammler und -forscher
- Sommervogel, Carlos (1834–1902), Jesuit, Verfasser der Bibliothèque de la Compagnie de Jésus

###### Sommerw
- Sommerwerck, Daniel Wilhelm (1821–1905), Bischof von Hildesheim

##### Sommes
- Sommese, Andrew (* 1948), US-amerikanischer Mathematiker
- Sommestad, Lena (* 1957), schwedische Wirtschaftshistorikerin und Politikerin (SAP), Ministerin, Landshövding für Hallands län

#### Sommi
- Sommier, Claude (1952–2009), französischer Jazzpianist und Komponist
- Sommier, François Clément (1844–1907), französischer Zeichner, Radierer und Aquarellist

### Somn
- Somner, Adam († 2024), Regieassistent und Filmproduzent
- Somnitz, Franz Christoph von (1742–1829), deutscher Gutsbesitzer und Landrat, Erbkämmerer von Hinterpommern
- Somnitz, Franz von (1717–1770), preußischer Justizjurist, Präsident des Tribunals der Lande Lauenburg und Bütow
- Somnitz, Hermann von (1857–1925), deutscher Verwaltungsbeamter und Rittergutsbesitzer
- Somnitz, Karl Hermann von (1813–1878), deutscher Rittergutsbesitzer, Hofbeamter und Parlamentarier
- Somnitz, Lorenz Christoph von (1612–1678), kurbrandenburgischer Beamter und Staatsmann
- Somnitz, Maximilian (* 2003), deutscher Fußballspieler

### Somo
- Somodevilla y Bengoechea, Zenón de (1702–1781), spanischer Staatsmann
- Somodi, Ferenc (1955–2014), ungarischer Boxer
- Somodi, István (1885–1963), ungarischer Hoch- und Weitspringer
- Somodi, Lajos (1928–2012), ungarischer Florettfechter
- Somogyi, Arnie (* 1965), britischer Jazzbassist
- Somogyi, Barbara (* 2002), ungarische Shorttrackerin
- Somogyi, Christian (* 1956), deutscher Politiker (SPD), Bürgermeister von Stadtallendorf
- Somogyi, Ferenc (* 1945), ungarischer Politiker
- Somogyi, István von (1894–1971), ungarischer Maler
- Somogyi, József (1931–2025), ungarischer Geodät
- Somogyi, László (1907–1988), ungarischer Dirigent
- Somogyi, László (1932–2016), ungarischer kommunistischer Politiker
- Somogyi, Michael (1883–1971), ungarisch-amerikanischer Biochemiker
- Somogyi, Miklós (1896–1980), ungarischer kommunistischer Politiker, Mitglied des Parlaments
- Somogyi, Miklós (* 1962), ungarischer Radrennfahrer
- Somogyi, Stephan von (1713–1777), preußischer Generalmajor
- Somolinos, Susana (* 1977), spanische Judoka
- Somorjai, Enikő (* 1981), ungarische Balletttänzerin
- Somorjai, Gábor A. (1935–2025), US-amerikanisch-ungarischer Chemiker und Hochschullehrer
- Somorjai, Tamás (* 1980), ungarischer Fußballspieler
- Somow, Andrei Iwanowitsch (1830–1909), russischer Kunsthistoriker
- Somow, Jewgeni Nikolajewitsch (1910–1944), russischer Schachkomponist
- Somow, Konstantin Andrejewitsch (1869–1939), russischer Maler und Grafiker
- Somow, Michail Michailowitsch (1908–1973), sowjetischer Ozeanologe, Polarforscher
- Somow, Ossip Iwanowitsch (1815–1876), russischer Mathematiker, Physiker und Hochschullehrer
- Somow, Pawel Ossipowitsch (1852–1919), russischer Mathematiker, Physiker und Hochschullehrer
- Somoza Debayle, Anastasio (1925–1980), nicaraguanischer Präsident (1967–1972 und 1974–1979)Anastasio Somoza Debayle (1925–1980)

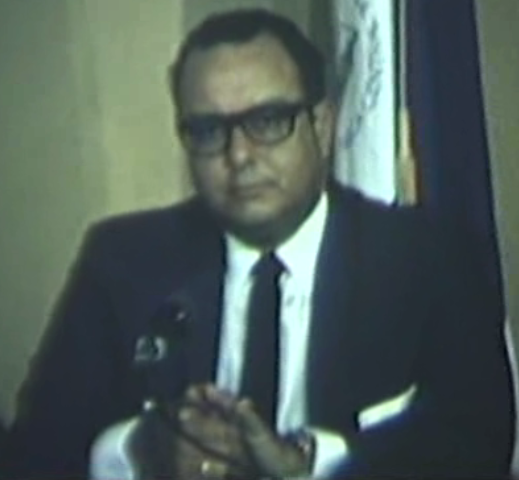
Anastasio Somoza Debayle (1925–1980)

- Somoza García, Anastasio (1896–1956), nicaraguanischer Präsident und Diktator
- Somoza Portocarrero, Anastasio (* 1951), nicaraguanischer Offizier, Chef der Nationalgarde
- Somoza, Alex (* 1986), andorranischer Fußballspieler
- Somoza, Bernabé (1815–1849), nicaraguanischer Anführer des Aufstandes in Rivas 1849
- Somoza, José Carlos (* 1959), spanischer Schriftsteller
- Somoza, José R. (1914–2004), nicaraguanischer General und Generalinspekteur der Nationalgarde
- Somoza, Leandro (* 1981), argentinischer Fußballspieler

### Somp
- Somparé, Aboubacar (1944–2017), guineischer Politiker
- Sompek, Ernst (1876–1954), österreichischer Komponist, Chorleiter, Schuldirektor
- Somphone, Sombath (* 1952), laotischer Landwirt und Bürgerrechtler
- Somphu (1486–1501), König von Lan Chang
- Somplatzki, Herbert (* 1934), deutscher Autor
- Sompob Nilwong (* 1983), thailändischer Fußballspieler
- Sompolinsky, Haim (* 1949), israelischer Neurowissenschaftler
- Sompong Saisoda (* 2004), thailändischer Fußballspieler
- Sompong Soleb (* 1986), thailändischer Fußballspieler
- Somporn Yos (* 1993), thailändischer Fußballspieler
- Somprasong Promsorn (* 1997), thailändischer Fußballspieler

### Somr
- Somr, Josef (1934–2022), tschechischer Schauspieler
- Somrat, Surasak (* 1996), thailändischer Fußballspieler
- Somroeng Hanchiaw (* 1995), thailändischer Fußballspieler

### Soms
- Somsak Kiatsuranont (* 1954), thailändischer Politiker
- Somsak Sithchatchawal (* 1977), thailändischer Boxer im Superbantamgewicht
- Somsak Wongyai (* 1980), thailändischer Fußballspieler
- Somsanid, Phetdavanh (* 2004), laotischer Fußballspieler
- Somsanith Vongkotrattana (1913–1975), laotischer Politiker; Premierminister von Laos (1960)
- Somschor, Otto (* 1879), deutscher Politiker und Sejm-Abgeordneter
- Somsen, Jasper (* 1973), niederländischer Jazzmusiker (Kontrabass, Komposition)
- Sömskar, Linn (* 1989), schwedische Skilangläuferin
- Somsri, Nessara (* 1991), thailändische Badmintonspielerin
- Somssich, József (1864–1941), ungarischer Diplomat und Politiker, Außenminister
- Somssich, Pál (1811–1888), ungarischer Publizist und Politiker, Präsident des Abgeordnetenhauses

### Somt
- Somthongkham, Lavi (* 2004), laotischer Fußballspieler
- Somtow, S. P. (* 1952), thailändischer Komponist und Autor

### Somu
- Somuah, Peter, ghanaischer Fusion- und Jazzmusiker (Trompete, Komposition)
- Somuk († 1965), Clanchef, Fischer, Storyteller und Maler
- Somuncu Baba (1331–1412), Lehrer und Gelehrter
- Somuncu, Serdar (* 1968), deutscher Kabarettist, Schriftsteller, Schauspieler und RegisseurSerdar Somuncu (* 1968)

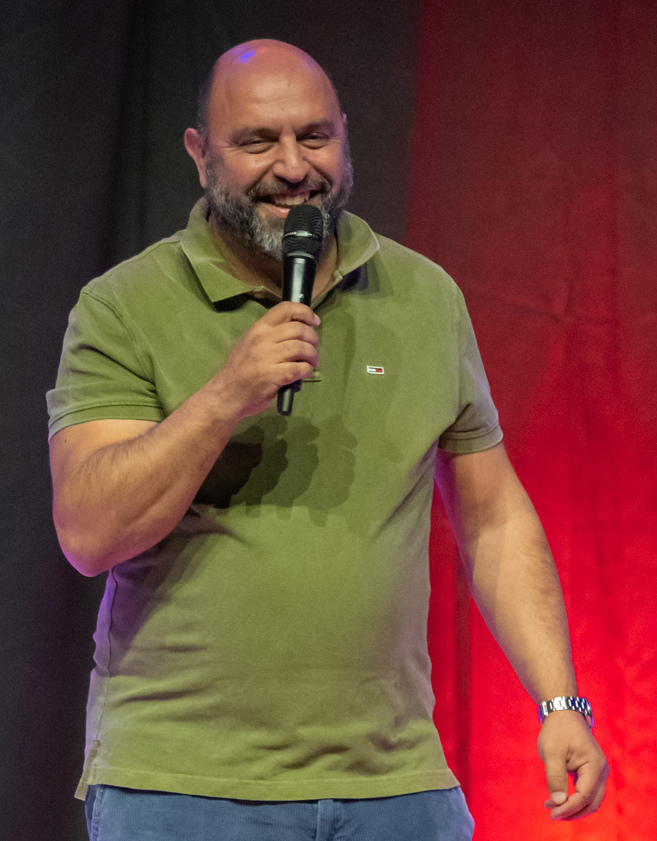
Serdar Somuncu (* 1968)

### Somy
- Somyot Pongsuwan (* 1993), thailändischer Fußballspieler